# Museu da Música de Mariana
Museu da Música da Arquidiocese de Mariana (denominação estendida), Museu da Música de Mariana (denominação oficial a partir de 2001) ou apenas Museu da Música (denominação original), é uma instituição fundada em 6 de julho de 1973 pelo arcebispo de Mariana, Dom Oscar de Oliveira.
Pertenceu ao Arquivo Eclesiástico da Arquidiocese de Mariana até 2007 e é administrada pela Fundação Cultural e Educacional da Arquidiocese de Mariana desde então, com a finalidade de recolhimento, em caráter permanente, de instrumentos e acervos musicais históricos, originários principalmente da Arquidiocese de Mariana.
A instituição recebe pesquisadores interessados no repertório e na história musical mineira e brasileira, sedia um módulo expositivo para visitantes, oferece cursos e realiza eventos e projetos científicos, sociais, culturais e educacionais na área de música, com ênfase no patrimônio histórico-musical brasileiro, especialmente mineiro.

## Localização e administração

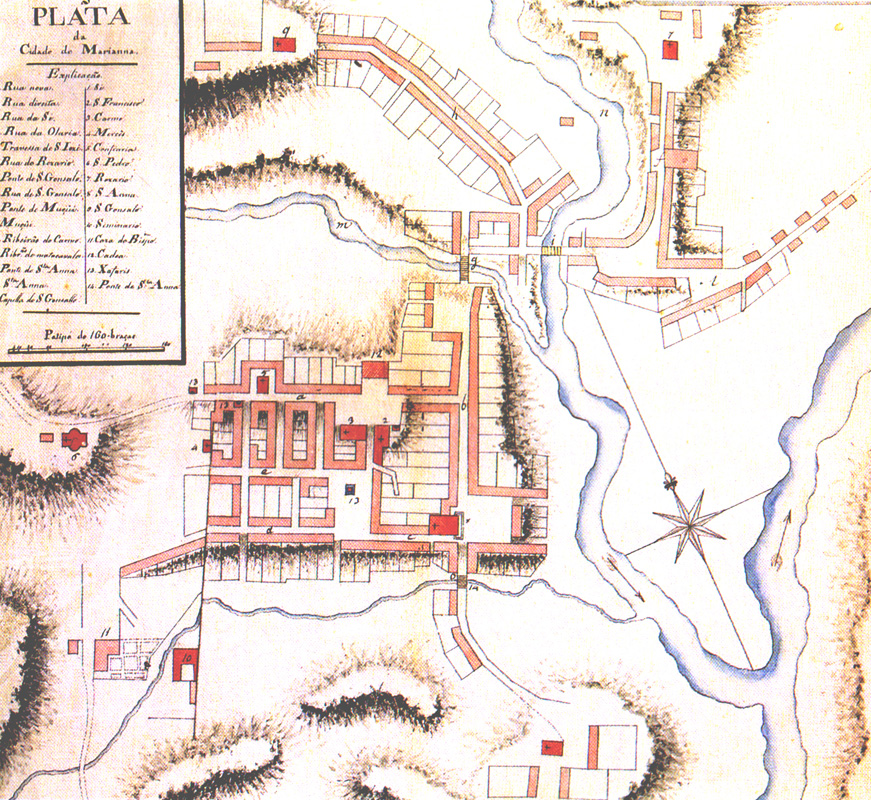
Planta da cidade de Mariana, atribuída ao engenheiro português José Fernandes Pinto Alpoim (1700-1765), com a indicação, no canto inferior esquerdo, da "Casa do Bispo" (n.11), atual Museu da Música de Mariana

Situado no centro histórico do município de Mariana (MG), o Museu da Música pertence à Arquidiocese de Mariana e, até 2007, era parte do Arquivo Eclesiástico da Arquidiocese de Mariana, passando a ser gerenciado, a partir desse ano, diretamente pela Fundação Cultural e Educacional da Arquidiocese de Mariana, como as demais instituições culturais e educacionais dessa administração eclesiástica. O Museu da Música surgiu nesta cidade em função de Mariana ter centralizado a atividade musical eclesiástica de Minas Gerais, pois foi sede episcopal desde 1748 e a sexta diocese brasileira, depois das dioceses da Bahia (1555), Rio de Janeiro (1676), Olinda (1676), Maranhão (1677) e Pará (1719), sendo elevada a arquidiocese em 1906. Primeira vila, cidade e capital de Minas Gerais, Mariana desenvolveu-se economicamente em função da mineração aurífera, tornando-se região agropastoril no século XIX e, na recente fase industrial, um centro minerador de ferro. A herança urbanística e eclesiástica de Mariana fez com que lá se concentrassem muitas reminiscências da antiga arte sacra, especialmente dos séculos XVIII e XIX, como fontes musicais impressas e manuscritas, livros litúrgicos e instrumentos musicais, incluindo o órgão histórico da Catedral de Mariana, construído no início do século XVIII e transferido para a Catedral de Mariana em 1753. O Museu da Música está atualmente instalado no Centro Cultural Dom Frei Manoel da Cruz, nas dependências do Antigo Palácio da Olaria (ou Palácio dos Bispos de Mariana), no bairro denominado Chácara ou São José (na antiga Rua da Olaria e atual Rua Cônego Amando), edifício histórico construído na primeira metade do século XVIII, já assinalado na conhecida Planta da Cidade de Mariana, atribuída ao engenheiro português José Fernandes Pinto Alpoim (1700-1765), entre o Seminário Menor da Boa Morte (atual Instituto de Ciências Humanas e Sociais da Universidade Federal de Ouro Preto) e o Morro de São José (onde estão a Igreja de São Pedro dos Clérigos e o Seminário Maior de São José).

## Função

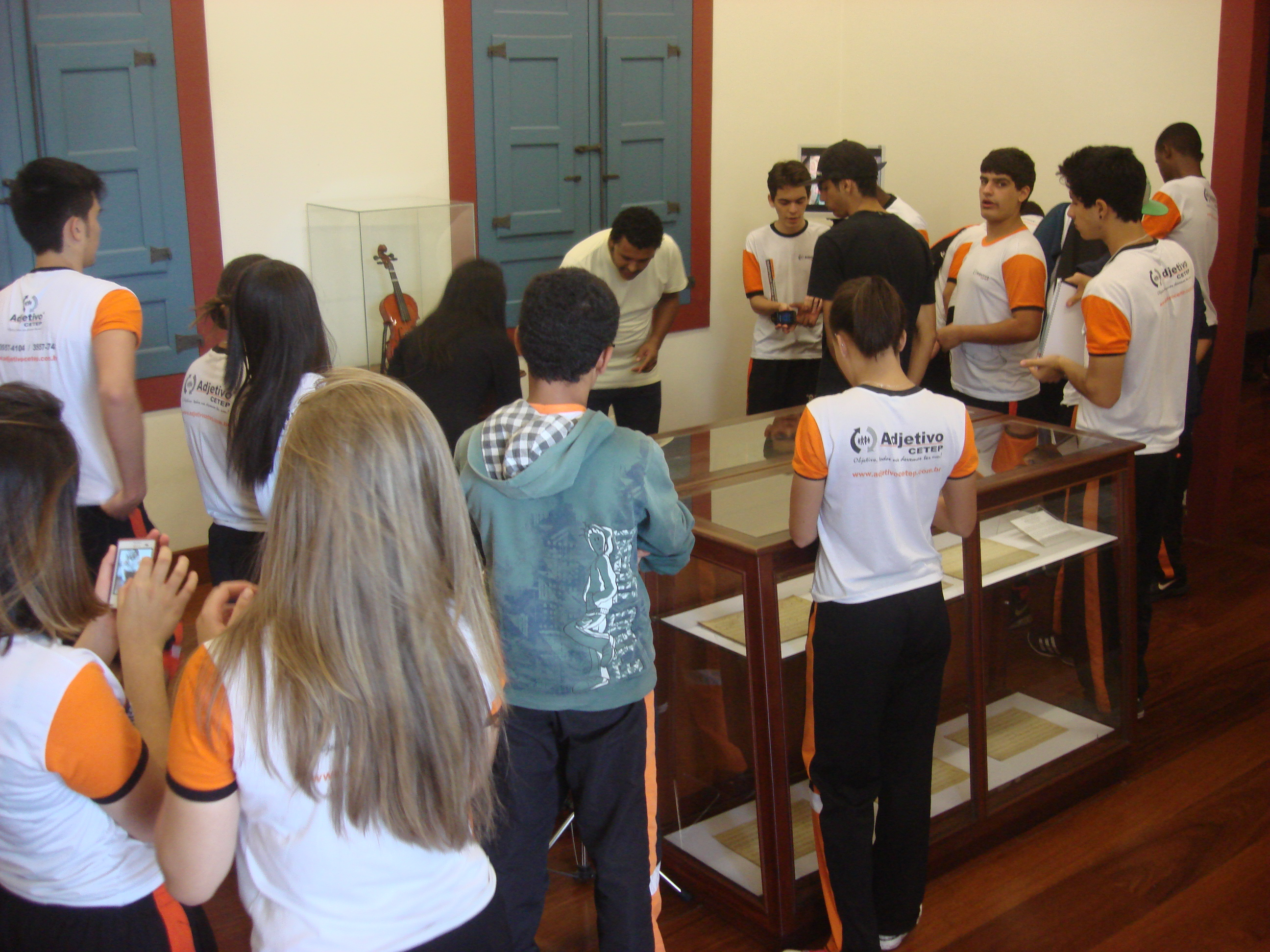
Visita ao Museu da Música de Mariana em junho de 2013

O Museu da Música de Mariana tem como principal função receber, custodiar, conservar e disponibilizar, para pesquisa no local, manuscritos e impressos musicais históricos brasileiros, além de manter uma exposição permanente com manuscritos musicais e livros litúrgicos antigos, instrumentos musicais e fotografias. A instituição possui 15 coleções musicais, estando disponibilizadas em formato online o catálogo das três primeiras: a Coleção Dom Oscar de Oliveira (CDO), o Acervo do Seminario de Mariana (ASM) e o Arquivo Lavínia Cerqueira de Albuquerque (ALC). Constituído, desde sua fundação, como arquivo e museu, a instituição recebeu esse nome em decorrência da criação de organismos semelhantes por Dom Oscar de Oliveira, destinadas à proteção do patrimônio histórico e artístico marianense, como o Museu Arquidiocesano de Arte Sacra de Mariana em 1962 e o Museu do Livro de Mariana (constituído pela biblioteca histórica dos bispos de Mariana) em 1988. Além de receber constantemente pesquisadores e visitantes desde 1984, o Museu da Música de Mariana também oferece cursos, sedia eventos e realiza projetos científicos, sociais, culturais e educacionais relacionados ao patrimônio histórico-musical brasileiro, especialmente o patrimônio arquivístico-musical.
O Museu da Música foi a primeira instituição fundada no Brasil, com a função específica de recolher acervos musicais históricos, como reflexo das ações e discussões desencadeadas no país pelo musicólogo Francisco Curt Lange (1913-1997), o qual, desde 1944, havia reunido fontes musicais dos séculos XVIII a XX em várias cidades brasileiras (principalmente mineiras e paulistas), levando-as para sua residência, inicialmente no Rio de Janeiro e depois em Montevidéu (Uruguai), até seu definitivo recolhimento ao Museu da Inconfidência (Ouro Preto - MG), em 1983. A visão planejadora e a proposta inovadora do arcebispo de Mariana, no entanto, foram bastante transformadoras naquela época e naquele contexto: é certo que a ação colecionista de Curt Lange havia estimulado o desejo de construir coleções semelhantes no país, o que, de fato, começou a ocorrer a partir da década de 1960; para algumas dessas coleções, no entanto, o modelo de Curt Lange foi seguido integralmente, o que resultou em novos acervos pessoais, em propriedade de um pequeno número de pesquisadores. Foi nesse aspecto que se diferenciou a ação de Dom Oscar de Oliveira, ao criar a primeira coleção de fontes histórico-musicais em Minas Gerais para atender ao interesse público, abrindo-a oficialmente aos pesquisadores durante o I Encontro Nacional de Pesquisa em Música (Mariana, 1 a 4 de julho de 1984), o primeiro evento periódico brasileiro destinado à reunião dos especialistas que se dedicavam ao estudo do passado musical do país.

## História

### O acervo musical do AEAM

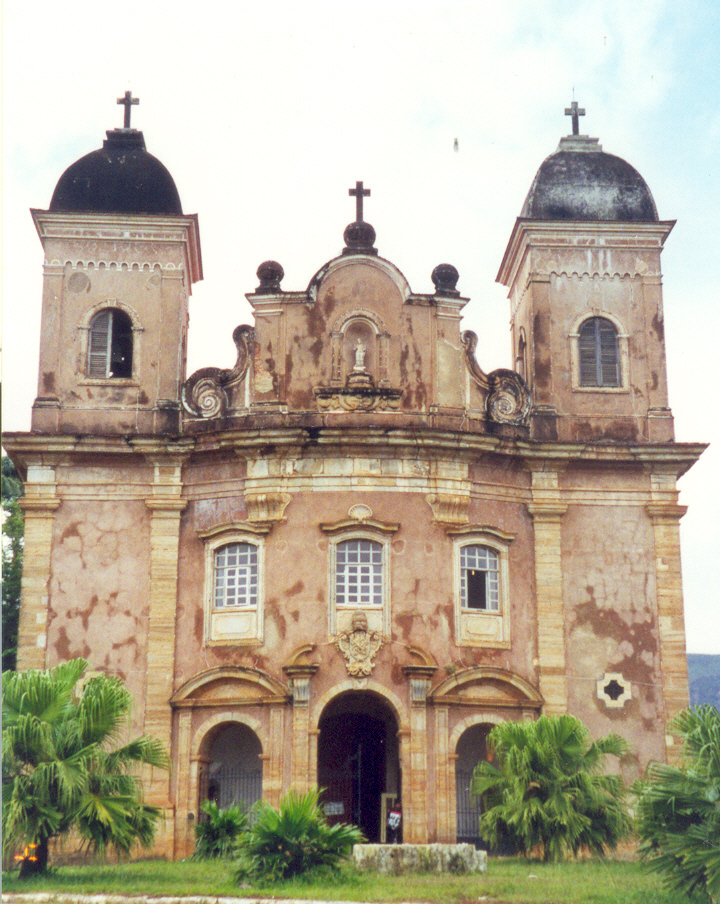
Igreja de São Pedro dos Clérigos de Mariana, onde foi inaugurado o Arquivo Eclesiástico da Arquidiocese de Mariana (AEAM), em 1965

O Museu da Música foi oficialmente fundado pelo terceiro arcebispo de Mariana, Dom Oscar de Oliveira (Entre Rios de Minas, 09/01/1912 - 25/02/1997, arcebispo entre 1960 e 1988), em 6 de julho de 1973, porém suas origens remontam ao ano de 1960, quando Dom Oscar assumiu a Arquidiocese de Mariana e publicou uma série de 13 artigos intitulados "Música sacra e liturgia", nos números 39 a 51 (de 12 de junho a 4 de setembro) do jornal marianense O Arquidiocesano. Manifestando grande interesse pela música sacra e pela documentação histórica, Dom Oscar fundou, em 1965, o Arquivo Eclesiástico da Arquidiocese de Mariana (AEAM), e a ele fez recolher o arquivo musical da Catedral de Mariana. Em 1966, o acervo musical do AEAM foi tema da reportagem “Visita ao maravilhoso reino da música antiga mariananese”, publicada por Wagner Ribeiro no jornal O Arquidiocesano, e em 1967, os músicos marianenses Aníbal Pedro Walter e Vicente Ângelo das Mercês eram assinalados como arquivistas da música nessa instituição.

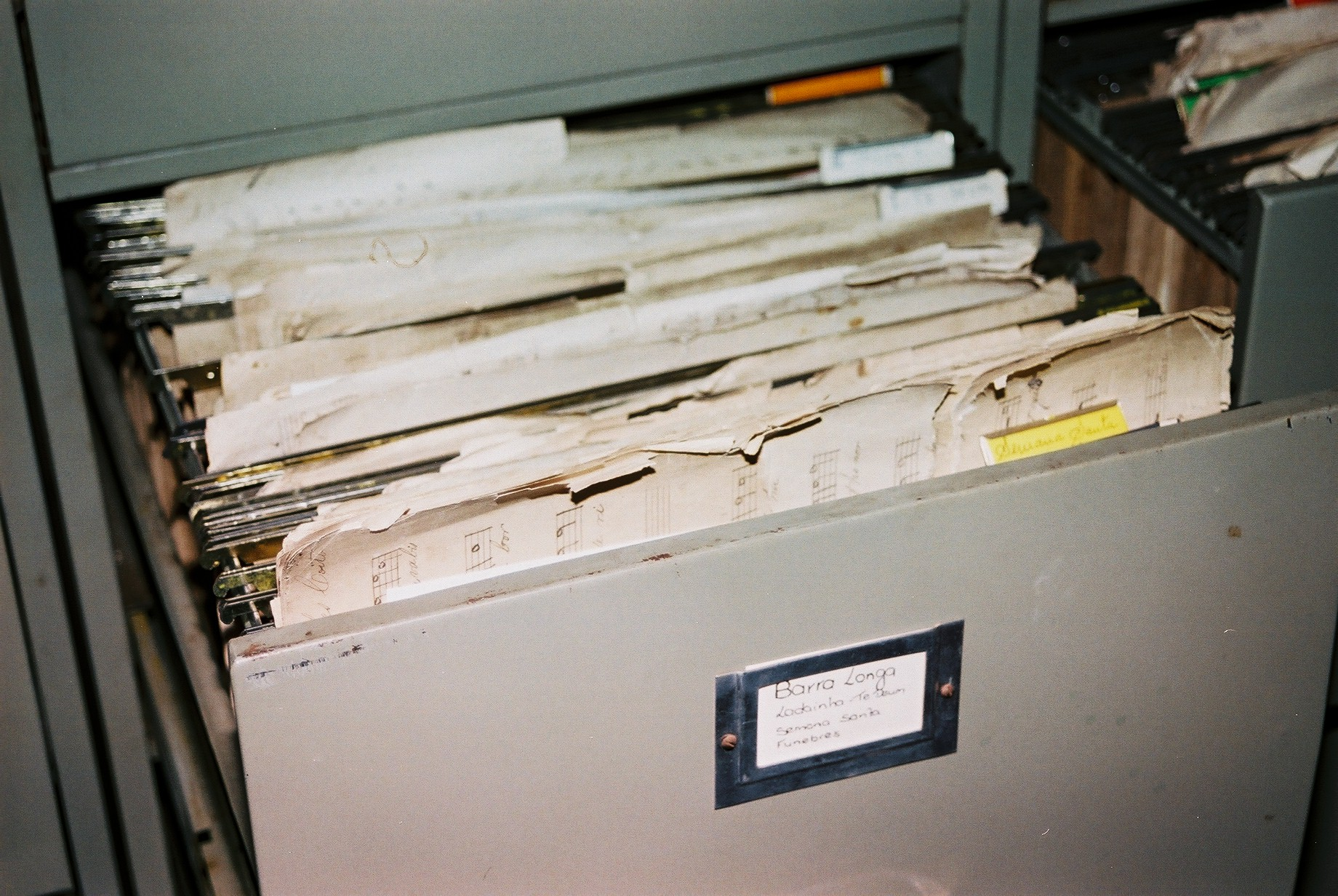
Uma das gavetas originais do Fundo Barão de Cocais do Museu da Música de Mariana (CDO.02), em seu antigo armário-arquivo, em gavetas menores que os manuscritos, na Residência Arquiepiscopal em 2003

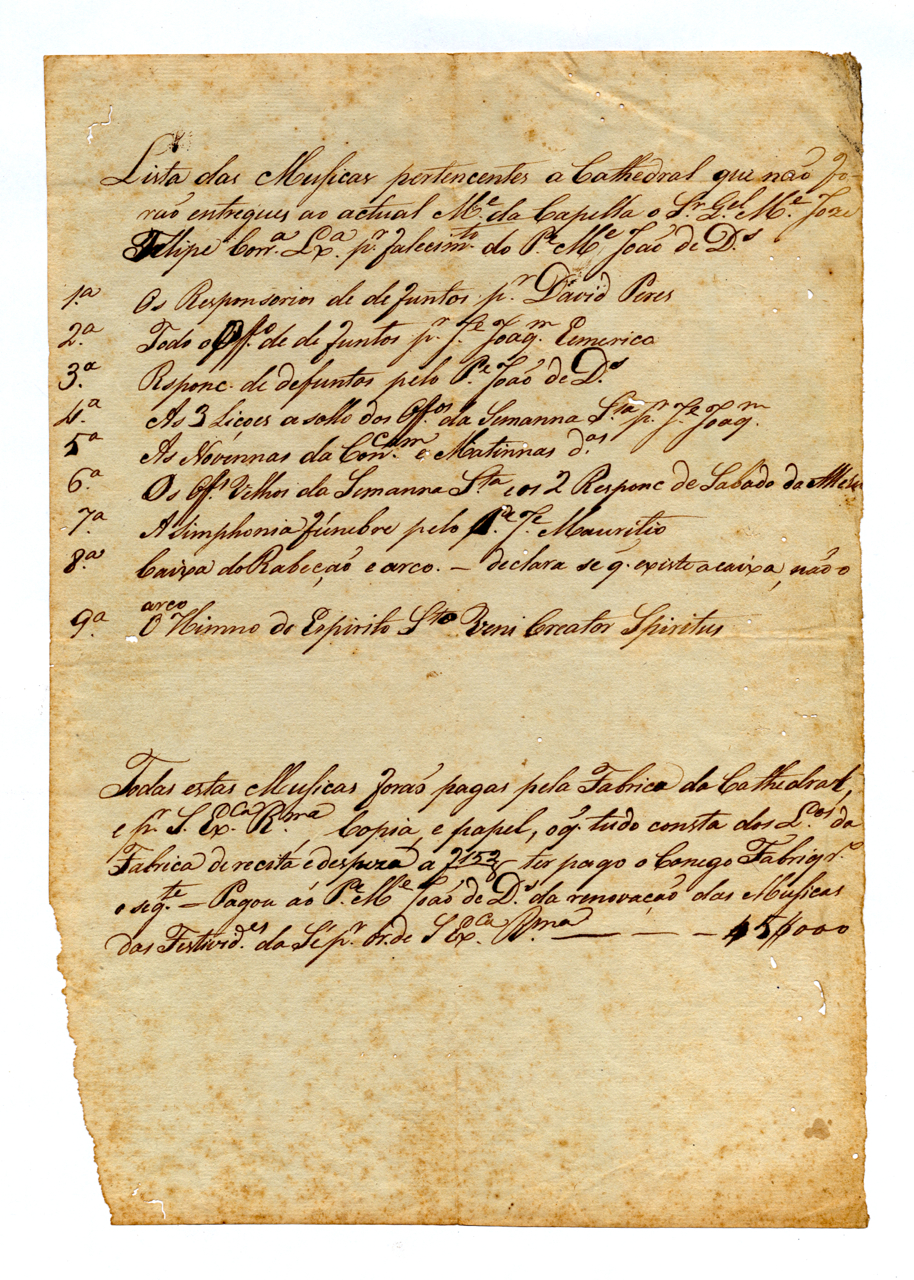
"Lista das músicas pertencentes à Catedral que não foram entregues ao atual mestre da capela Senhor Quartel Mestre José Felipe Correia Lisboa por falecimento do Padre Mestre João de Deus"

Em 1968, depois do provável desligamento de Aníbal Pedro Walter e Vicente Ângelo das Mercês do AEAM, Dom Oscar de Oliveira convidou, para a função de arquivista musical, a professora Maria Ercely Coutinho, que trabalhou na instituição de 1968 a 1972. Foi nesse período que o arcebispo começou a solicitar às famílias de músicos mineiros a doação de arquivos musicais, o que foi ocorrendo de forma cada vez mais intensa a partir dessa época: o primeiro desses acervos foi oferecido à Arquidiocese de Mariana em 1969 por José Henrique Ângelo (mestre Juca Henrique), filho do músico João Henrique Ângelo (falecido em 1940) e neto do também músico João Ângelo Pereira (falecido em 1899), todos atuantes em corporações musicais de Barão de Cocais (MG). Francisco Curt Lange, que tomou conhecimento do acervo musical do AEAM pela reportagem de 1966, começou a oferecer seu trabalho de arquivista a Dom Oscar de Oliveira em 1967, mas o arcebispo acabou aceitando a colaboração do padre José de Almeida Penalva (1924-2002), que já vinha trabalhando com os manuscritos musicais do Arquivo Manuel José Gomes, no Centro de Ciências, Letras e Artes de Campinas (SP), sua cidade natal. Em Mariana, José Penalva organizou e elaborou um catálogo do arquivo recebido de José Henrique Ângelo, publicado parcialmente no jornal O Arquidiocesano em 1972, com o título “Informe sobre acervo de música sacra dos séc. XVIII e XIX encontrado em Barão de Cocais (Minas Gerais) do Arquivo Eclesiástico de Mariana”, porém em sua forma integral no ano seguinte, na revista Cadernos, periódico do Studium Theologicum (claretiano) de Curitiba (PR), cidade na qual o Padre Penalva passou a residir após a finalização do trabalho em Mariana.

### O arquivo musical da catedral de Mariana
A primeira coleção de fontes musicais recolhida ao AEAM, descrita na Wagner Ribeiro em 1966, deve ter correspondido ao antigo arquivo musical da Catedral de Mariana, embora nele tenham sido incluídas, sem registro de entrada, fontes musicais originárias de várias instituições da cidade, especialmente da Ordem Terceira de São Francisco de Assis de Mariana. Não existem descrições completas do arquivo musical da Catedral de Mariana e nem registros sobre seu recolhimento à Cúria de Mariana, mas isso provavelmente ocorreu antes da reportagem de 1966 e após a promulgação do Motu Proprio Tra le sollecitudini (22 de novembro de 1903) do Papa Pio X, que acarretou o desuso da maior parte do repertório sacro dos séculos XVIII e XIX, decorrente da depuração do “funesto influxo que sobre a arte sacra exerce a arte profana e teatral”, solicitada pelo pontífice. Uma parte significativa das fontes musicais remanescentes do arquivo musical da Catedral de Mariana, recolhidas à Cúria nesse período, integram o atual Fundo Mariana (CDO.01) do Museu da Música. Comprova este fato a reportagem de Wagner Ribeiro de 1966, na qual estão descritas 19 fontes musicais do AEAM, presentes no Fundo Mariana, com a apresentação do incipit musical da Regina Cæli lætare (Antífona de Nossa Senhora) de José Joaquim Emerico Lobo de Mesquita (1746?-1805), a partir de uma cópia de 1779 (visível na imagem ao lado), o mais antigo manuscrito musical desse fundo e de todo o acervo do Museu da Música.

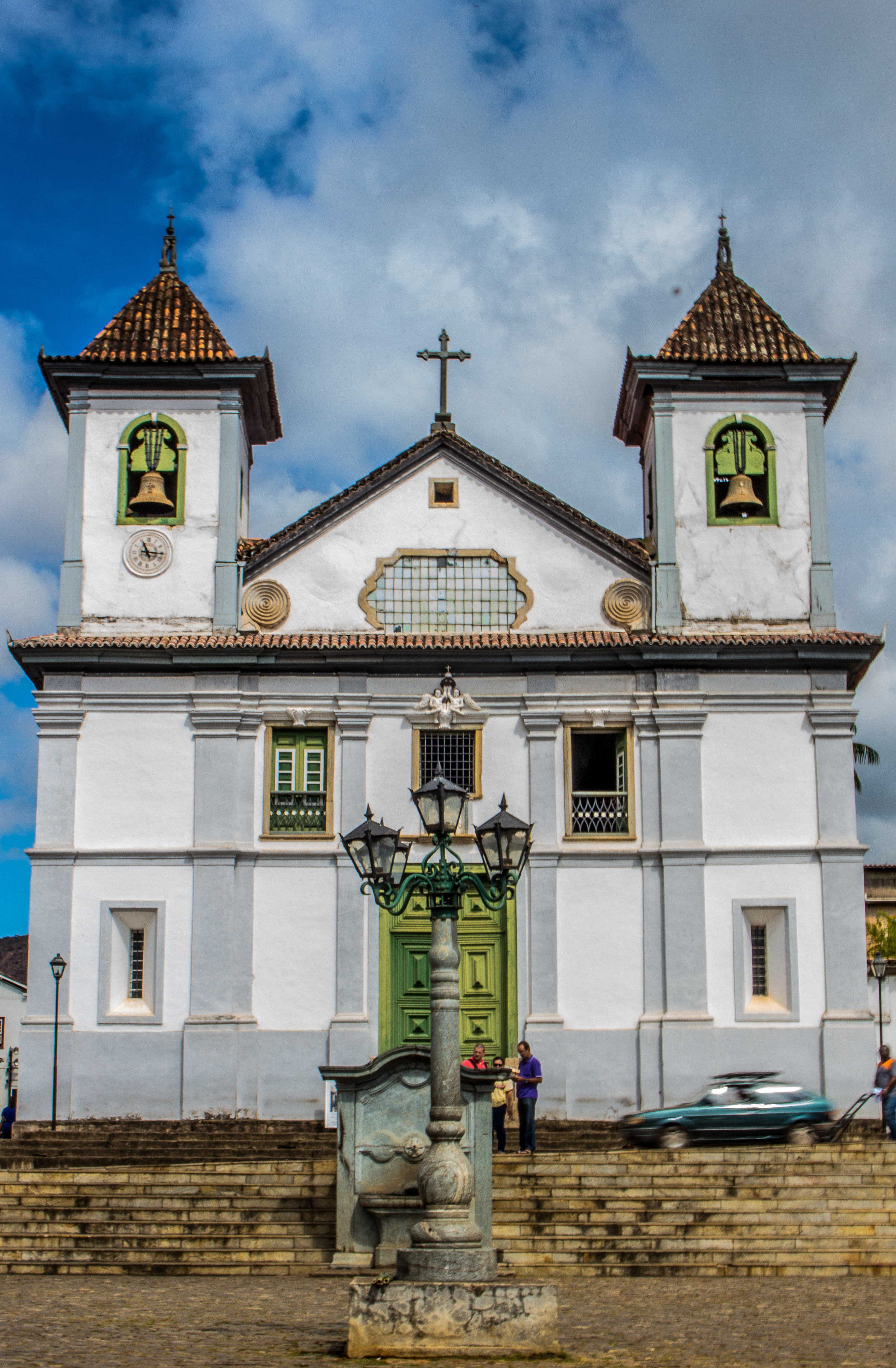
Catedral de Mariana em 2015

Na segunda metade do século XVIII e primeira metade do XIX, os mestres da capela da catedral de Mariana devem ter acumulado manuscritos em seu arquivo, especialmente João de Deus de Castro Lobo (1794-1832), do qual são conhecidas cerca de 40 composições. Vários documentos do século XIX atestam a relação entre o arquivo musical catedralício e o acervo musical encontrado por Dom Oscar de Oliveira na Cúria, como a Lista das músicas pertencentes à Catedral, de 1832, embora seja evidente que boa parte do repertório acumulado nessa igreja nos séculos XVIII e XIX tenha se perdido muito antes de chegar ao AEAM. Também existem razões para se acreditar que o arquivo musical da catedral - ou parte dele - tenha sido intencionalmente destruído após o falecimento de João de Deus de Castro Lobo, em decorrência do temor do contágio de doenças fatais, especialmente a tuberculose, provável causa mortis desse compositor e organista.

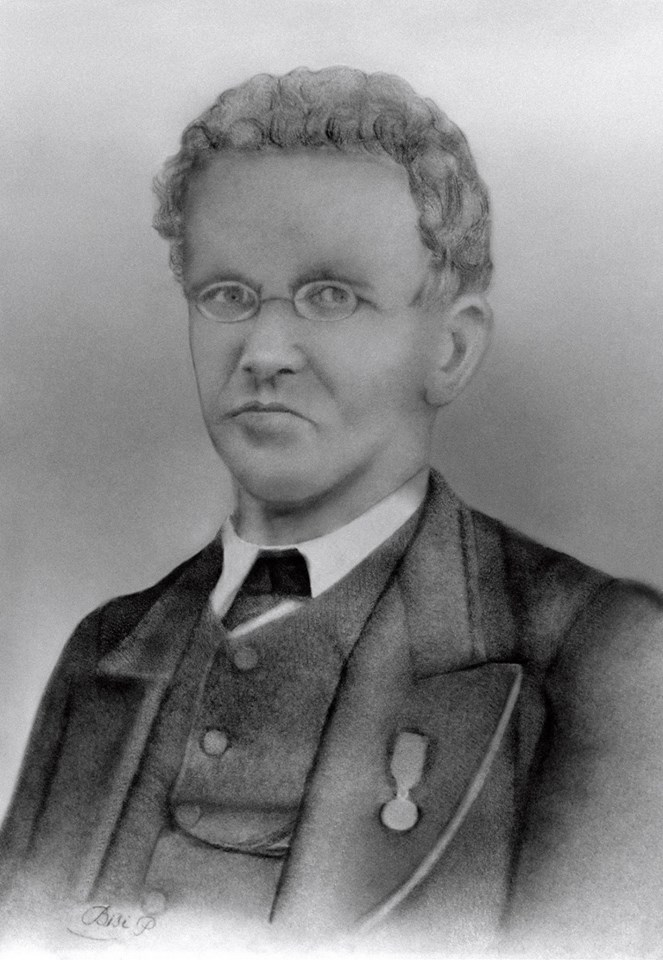
Caetano de Souza Teles Guimarães (1813-1886), doador de "164 músicas" ao arquivo musical da Catedral de Mariana em 1882.

O fato mais notório no arquivo musical da Catedral de Mariana, após o falecimento de João de Deus de Castro Lobo e a diminuição das funções e do pagamento dos mestres da capela no decorrer do século XIX, foi a doação, em 1882, pelo Arcediago e Chantre da Catedral de Mariana, José de Souza Teles Guimarães (1840-1903), de 164 músicas “dos melhores autores conhecidos, para uso da Catedral”, encaminhada com “a lista nominal de todas as peças” e enfatizando que “as ditas músicas sejam acondicionadas e zeladas de modo que se prestem ao fim proposto”. Essa “lista nominal” parece corresponder à Lista Geral de Todas as Músicas, localizada no AEAM, a qual exibe muitas correspondências com fontes do antigo acervo musical da Cúria de Mariana e nos ajuda a esclarecer a origem de uma parte dos manuscritos preservados no Fundo Mariana (CDO.01). O estudo das fontes desse fundo não deixa dúvidas de que a origem dessas "164 músicas" foi o acervo musical pessoal de Caetano José de Souza Teles Guimarães (1813-1886), pai do arcediago José de Souza Teles Guimarães, e que exerceu o ofício de músico desde da década de 1820. No período de atuação de Maria da Conceição Rezende no Museu da Música (1972-1984), várias fontes foram incorporadas ao Fundo Mariana, sem registro de entrada, sendo este dividido em duas partes distintas (a música sacra nas três primeiras gavetas do acervo e a música profana em gaveta separada), dificultando a identificação das fontes que realmente integraram o arquivo musical da Catedral de Mariana no século XIX. No projeto Acervo da Música Brasileira (2001-2003), todas as fontes do Fundo Mariana foram reunidas sob o código CDO.01, porém sem alteração da ordem de grupos documentais encontrada em 2001.

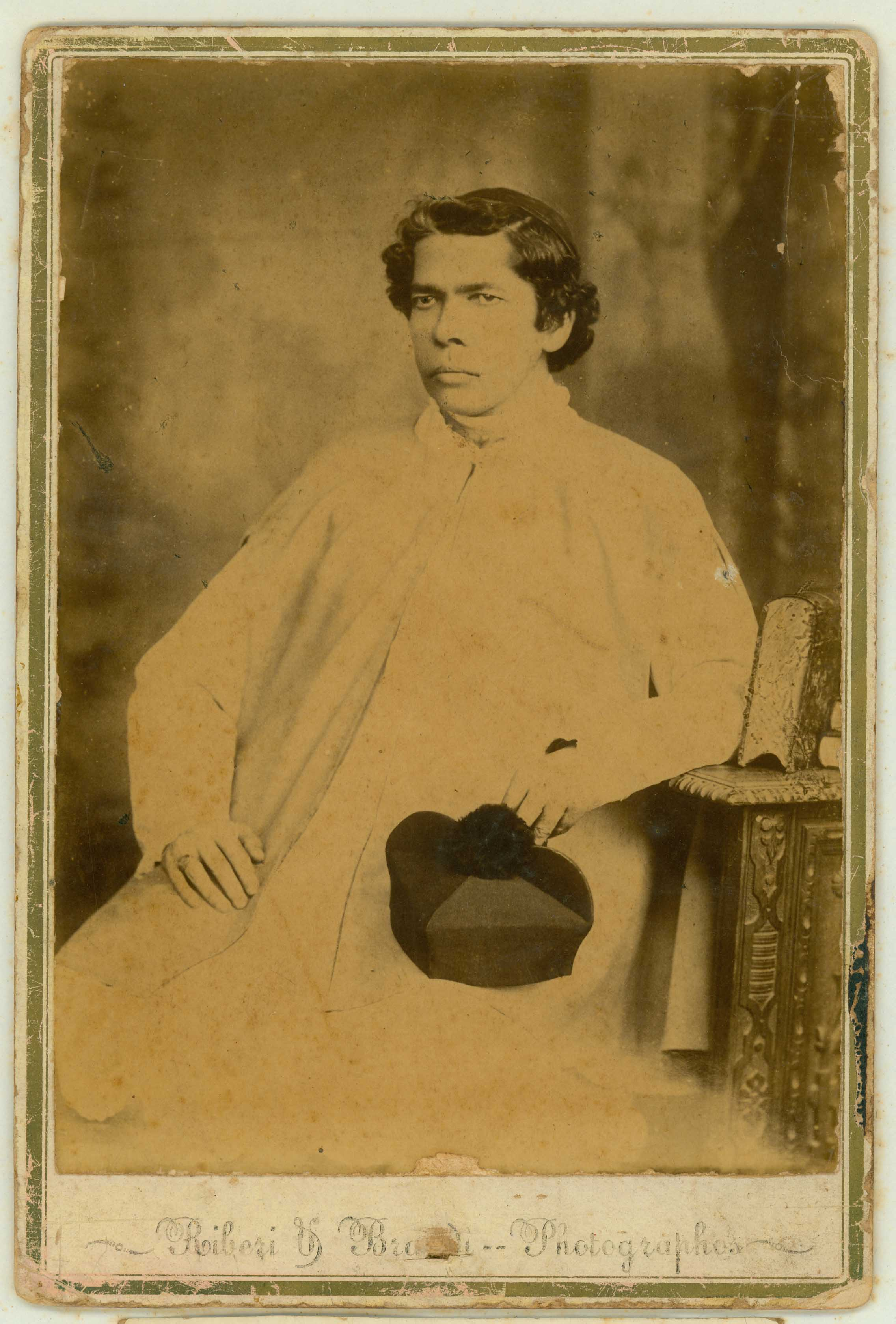
José de Sousa Telles Guimarães (1840-1903)., filho de Caetano de Souza Teles Guimarães e intermediador da doação de "164 músicas" ao arquivo musical da Catedral de Mariana em 1882.

### Fundação do Museu da Música
Com o encerramento do trabalho de Maria Ercely Coutinho e do Padre José de Almeida Penalva, em meados de 1972, Dom Oscar de Oliveira, em nova ação planejadora, aceitou a colaboração voluntária de Maria da Conceição de Rezende Fonseca, então professora de História e Estética Musical na Fundação de Educação Artística de Belo Horizonte (MG). Decidido a intervir na preservação do patrimônio artístico da arquidiocese, Dom Oscar de Oliveira oficializou a existência do Museu da Música em 1973 e agendou a cerimônia de inauguração em 6 de julho, comemorativa da elevação de Mariana a "monumento nacional", pelo Decreto-Lei nº 7.713, de 6 de julho de 1945. A partir dessa época e por doze anos ininterruptos, Conceição de Rezende assumiu as tarefas de organização, catalogação e estudo do acervo. Utilizando a metodologia desenvolvida por José Penalva, Conceição Rezende agrupou os manuscritos do Museu da Música pela cidade de origem e por seis categorias funcionais: 1) Te Deum (TD); 2) Ladainhas (L); 3) Ofícios e Novenas (ON); 4) Missas (M); 5) Semana Santa (SS); 6) Fúnebres (F). Assim, o acervo encontrado na Cúria, por Dom Oscar, tornou-se a seção “Mariana” (hoje Fundo Mariana ou CDO.01), enquanto o acervo estudado por José Penalva tornou-se a seção “Barão de Cocais” (hoje Fundo Barão de Cocais ou CDO.02), cada um deles divididos em seis seções referentes à categorias acima mencionadas. Conceição Rezende trabalhou no Museu da Música até 1984, quando o órgão da Catedral de Mariana foi reinaugurado após sua restauração e quando o acervo foi pela primeira vez e oficialmente aberto ao público, durante o I Encontro Nacional de Pesquisa em Música. Nessa ocasião já estavam organizados os arquivos musicais originários de mais de 30 cidades mineiras, enquanto outras coleções continuaram a ser recolhidas a essa instituição para posterior tratamento.

### O projeto Acervo da Música Brasileira

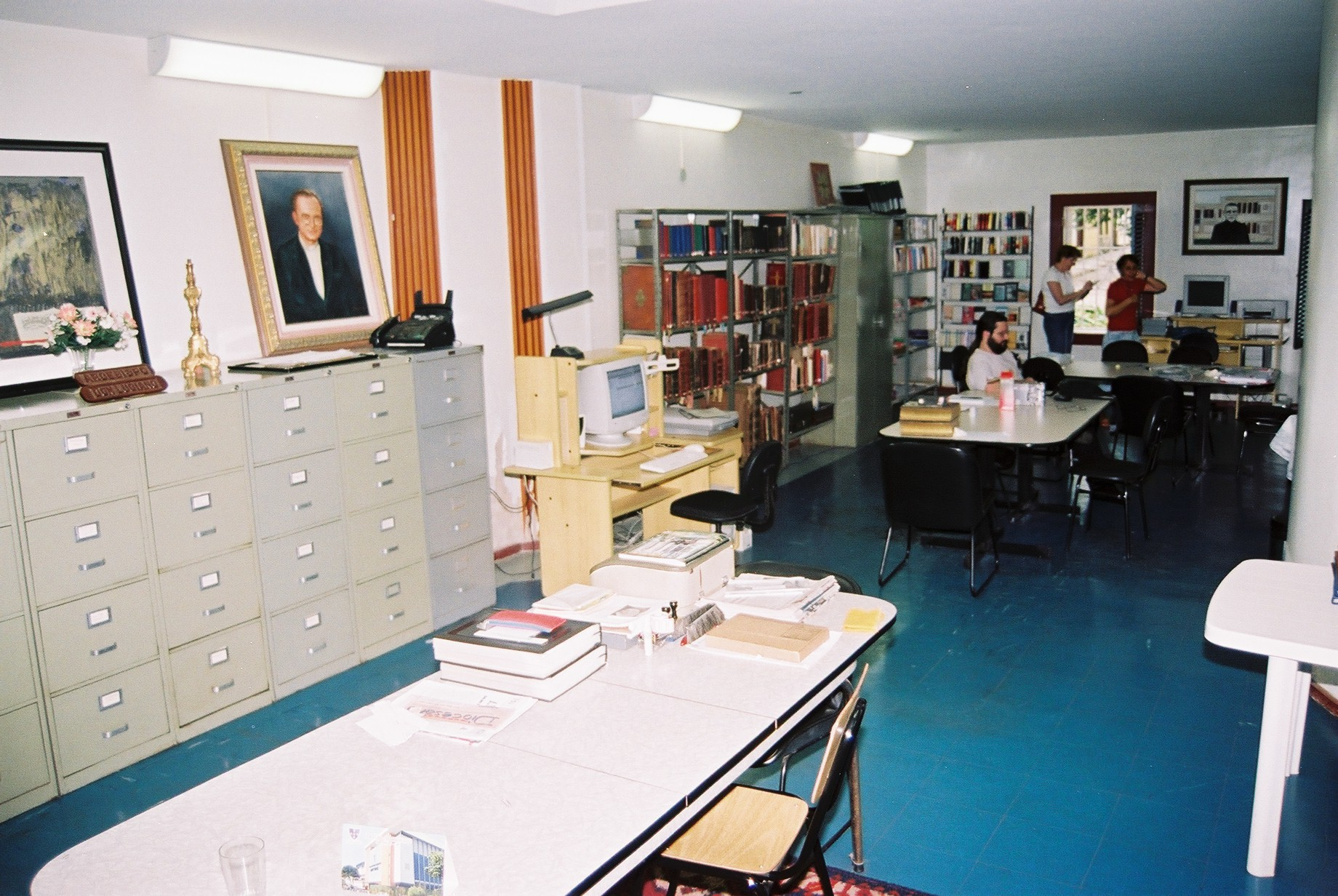
Configuração do Museu da Música de Mariana na Residência Arquiepiscopal, em 2003

Em 1988, com o final do episcopado de Dom Oscar de Oliveira e a nomeação de Dom Luciano Mendes de Almeida como quarto arcebispo de Mariana, o Museu da Música foi transferido para a recém inaugurada Residência Arquiepiscopal, junto à Praça Gomes Freire, onde permaneceu até 2006, ainda ligado ao AEAM, sob a direção do Monsenhor Flávio Carneiro Rodrigues. De 1984 a 2000, no entanto, o Museu da Música não contou com tratamento musicológico, embora tenha continuado diariamente aberto à pesquisa.

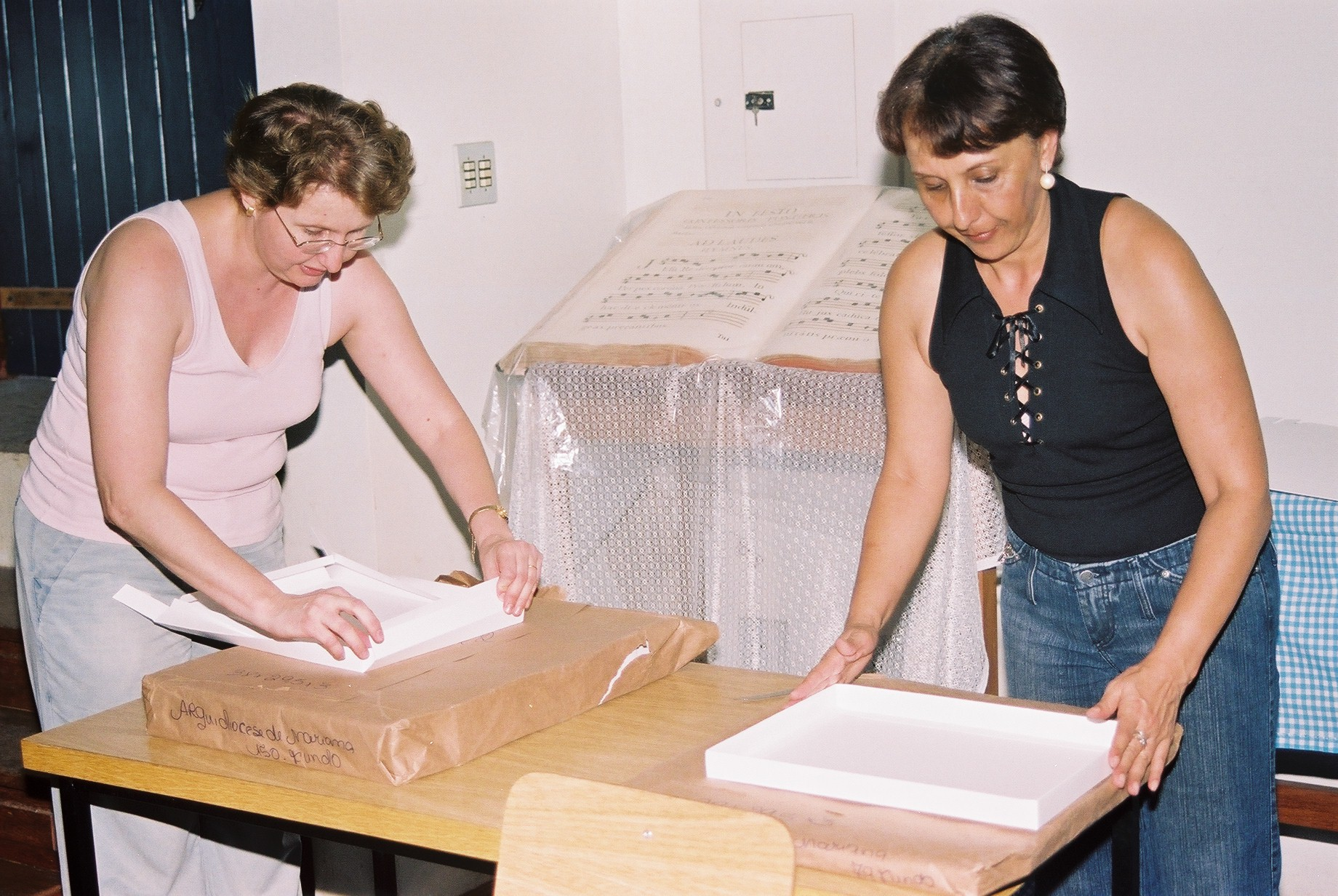
Montagem das caixas-arquivo (por Maria José Ferro de Souza e Maria Teresa Gonçalves Pereira), para o reacondicionamento do acervo do Museu da Música de Mariana, em 2003

Entre 2001-2003 foi realizado o projeto Acervo da Música Brasileira / Restauração e Difusão de Partituras, da Fundação Cultural e Educacional da Arquidiocese de Mariana (FUNDARQ), patrocinado pela Petrobras e administrado pelo Santa Rosa Bureau Cultural. Nessa ocasião, foi realizado o tratamento da Coleção Dom Oscar de Oliveira, a partir de metodologia arquivístico-musical, e a edição de obras sacras dos séculos XVIII e XIX, bem como suas gravações, por grupos musicais de Minas gerais, São Paulo e Rio de Janeiro. Em 2003, o Museu da Música de Mariana promoveu, de forma pioneira, o I Colóquio Brasileiro de Arquivologia e Edição Musical (publicando seus Anais em 2004), o primeiro do gênero na América Latina. Em 2005 foi impresso o 10º volume de partituras do Museu da Música, exclusivamente com obras de José Joaquim Emerico Lobo de Mesquita (1746?-1805), como homenagem aos 200 anos do seu falecimento.

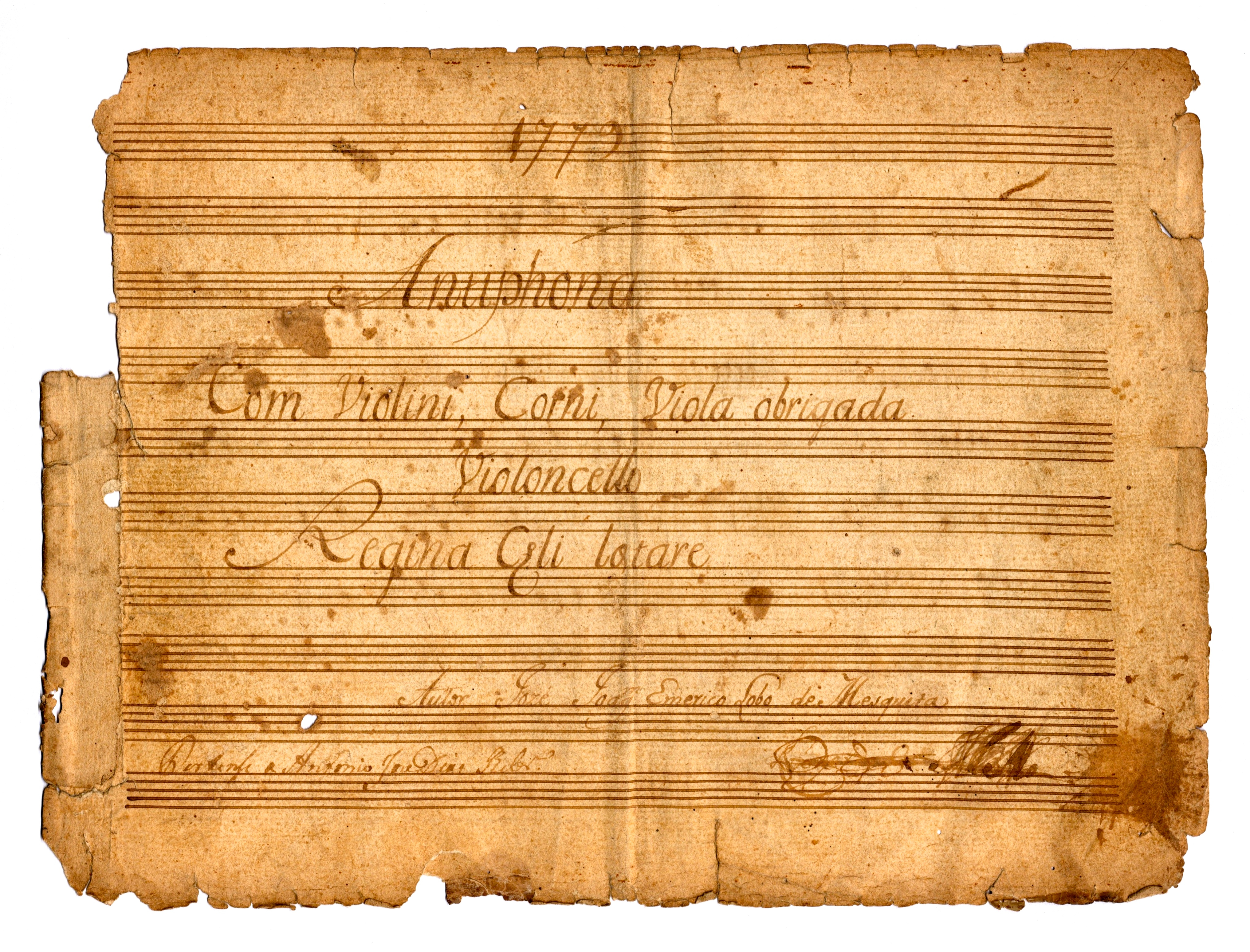
Regina Cæli lætare, de José Joaquim Emerico Lobo de Mesquita (1746?-1805). Manuscrito do Fundo Mariana do Museu da Música de Mariana, que provavelmente integrou o arquivo musical da Catedral de Mariana

Por conta de sua dimensão e seu impacto, o projeto Acervo da Música Brasileira recebeu, em 4 de dezembro de 2002,  o Prêmio Rodrigo Melo Franco de Andrade do IPHAN, a maior distinção brasileira conferida aos projetos relacionados ao patrimônio artístico e cultural.

### Museu da Música no Palácio da Olaria (Palácio dos Bispos)

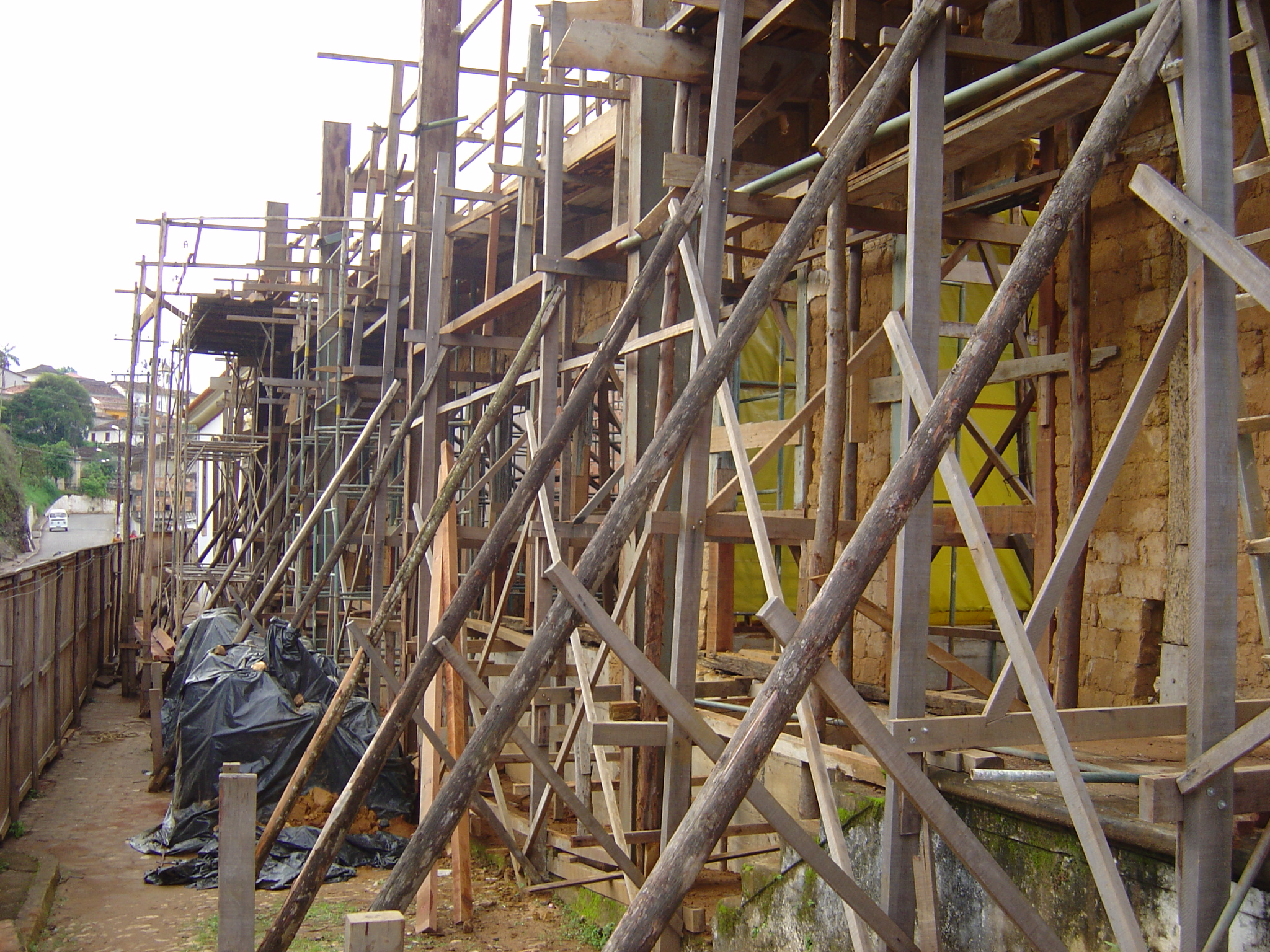
Início das obras de restauração do Palácio da Olaria, em 2004

Em 2007, após a finalização das obras de restauração do histórico Palácio da Olaria (também referido como Chácara ou Palácio Episcopal, ou Palácio dos Bispos de Mariana), o Museu da Música foi para lá transferido, iniciando uma nova fase de modernização e relação com seus usuários, que incluiu a abertura do seu módulo expositivo. Nesse ano também foi concluído o Inventário da Coleção Dom Oscar de Oliveira e a base de dados para pesquisa online.
No Palácio da Olaria, o Museu da Música passou a contar com instalações bem mais amplas, incluindo recepção, sala técnica e de pesquisa (na ala sudeste), mezanino administrativo, câmara de digitalização, módulos expositivos, salão para aulas e apresentações musicais, depósitos de materiais técnicos, sala para tratamento arquivístico, sanitários para visitantes, cozinha e guaritas externas, salão para eventos, com cozinha e sanitários próprios, rampas de acesso inclusivo, estacionamento e jardim (ver a seção sobre o jardim episcopal). Essa nova estrutura dinamizou as atividades do Museu da Música e, a partir de 2010, a instituição passou a realizar, além dos projetos científicos já característicos de sua trajetória, também projetos sociais, culturais e educacionais relacionados ao patrimônio musical, com atuação em Mariana e outras cidades da Arquidiocese, a partir da captação de editais de empresas privadas e órgãos públicos.
No final de 2023, o Museu da Música foi transferido para a antiga residência arquiepiscopal, na Praça Gomes Freire (onde já havia permanecido de 1988 a 2006), para onde também está em transferência o Museu Arquidiocesano de Arte Sacra.

## Difusão do acervo do Museu da Música

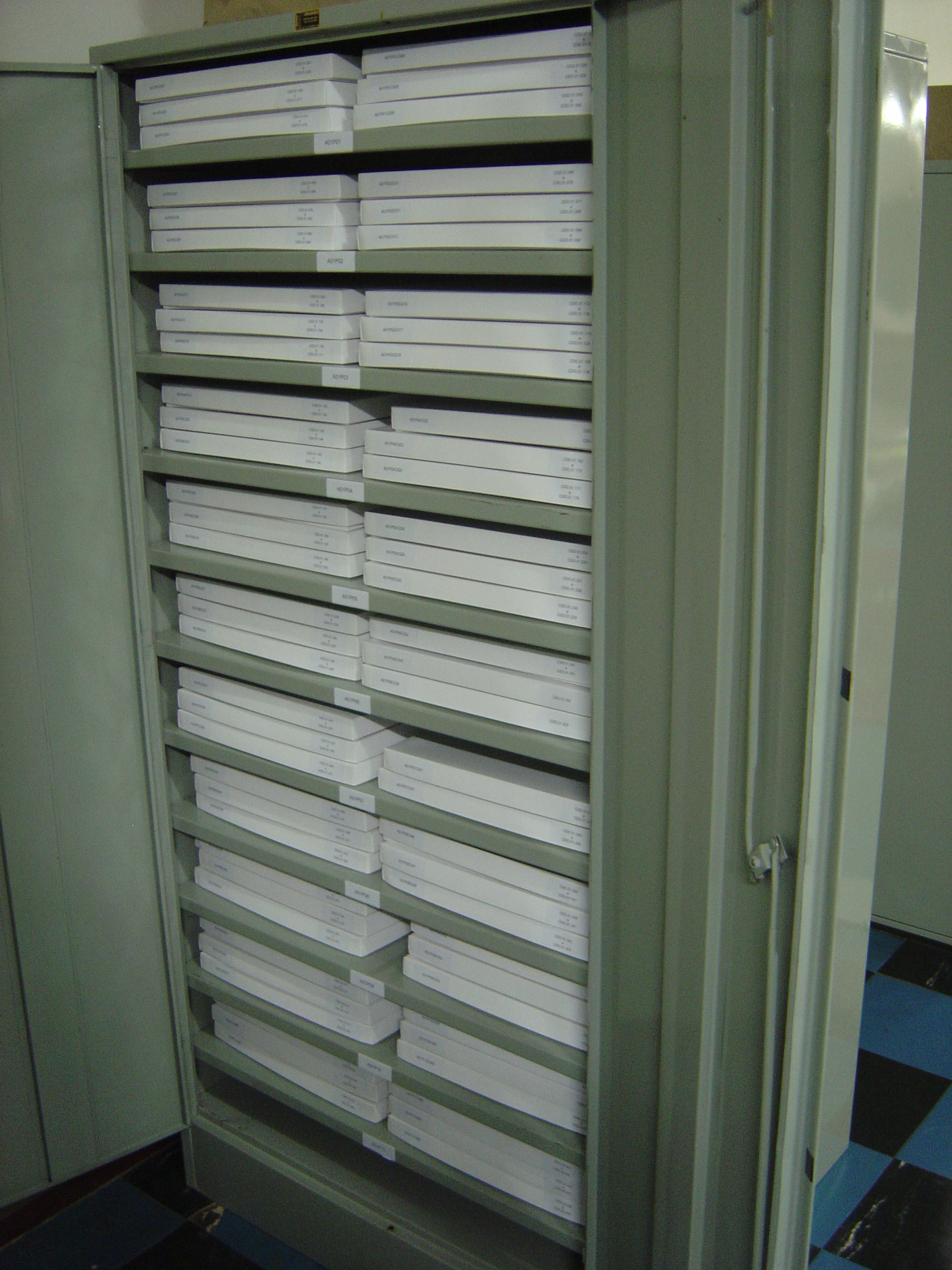
Nova configuração do acervo do Museu da Música em 2005

Os primeiros projetos de difusão do acervo do Museu da Música foram o catálogo O Ciclo do Ouro, da Pontifícia Universidade Católica do Rio de Janeiro, e a série editorial Música Sacra Mineira - Século XVIII e Século XIX, hoje também conhecida como Coleção Música Sacra Mineira, catalogada em 1997 pelo musicólogo José Maria Neves. O primeiro projeto consistiu na microfilmagem e catalogação de uma seleção de fontes musicais dos dois únicos fundos recolhidos ao Museu da Música em 1974-1975 (o Fundo Mariana e o Fundo Barão de Cocais), cujo catálogo foi lançado em 1978, e o segundo na edição de uma seleção de obras de seu acervo, bem como de outros acervos musicais mineiros.
Desses dois projetos, surgiu a primeira gravação de uma obra encontrada no Museu da Música: o Tercio (na época denominado Tercis) de José Joaquim Emerico Lobo de Mesquita, no LP Coral Artis Canticum (Coral Artis Canticum e Os Cameristas, direção Nelson de Macêdo, Philips, 1977), seguido pelo primeiro LP exclusivamente constituído de uma obra editada a partir de fontes do Museu da Música, a Missa e Credo a Oito Vozes de João de Deus de Castro Lobo, com a Associação de Canto Coral, sob a direção de Cleofe Person de Mattos, e a Camerata Rio de Janeiro, sob a direção de Henrique Morelenbaum, gravada em janeiro de 1985, no Salão Leopoldo Miguez da Escola Nacional de Música (atual Escola de Música da UFRJ).

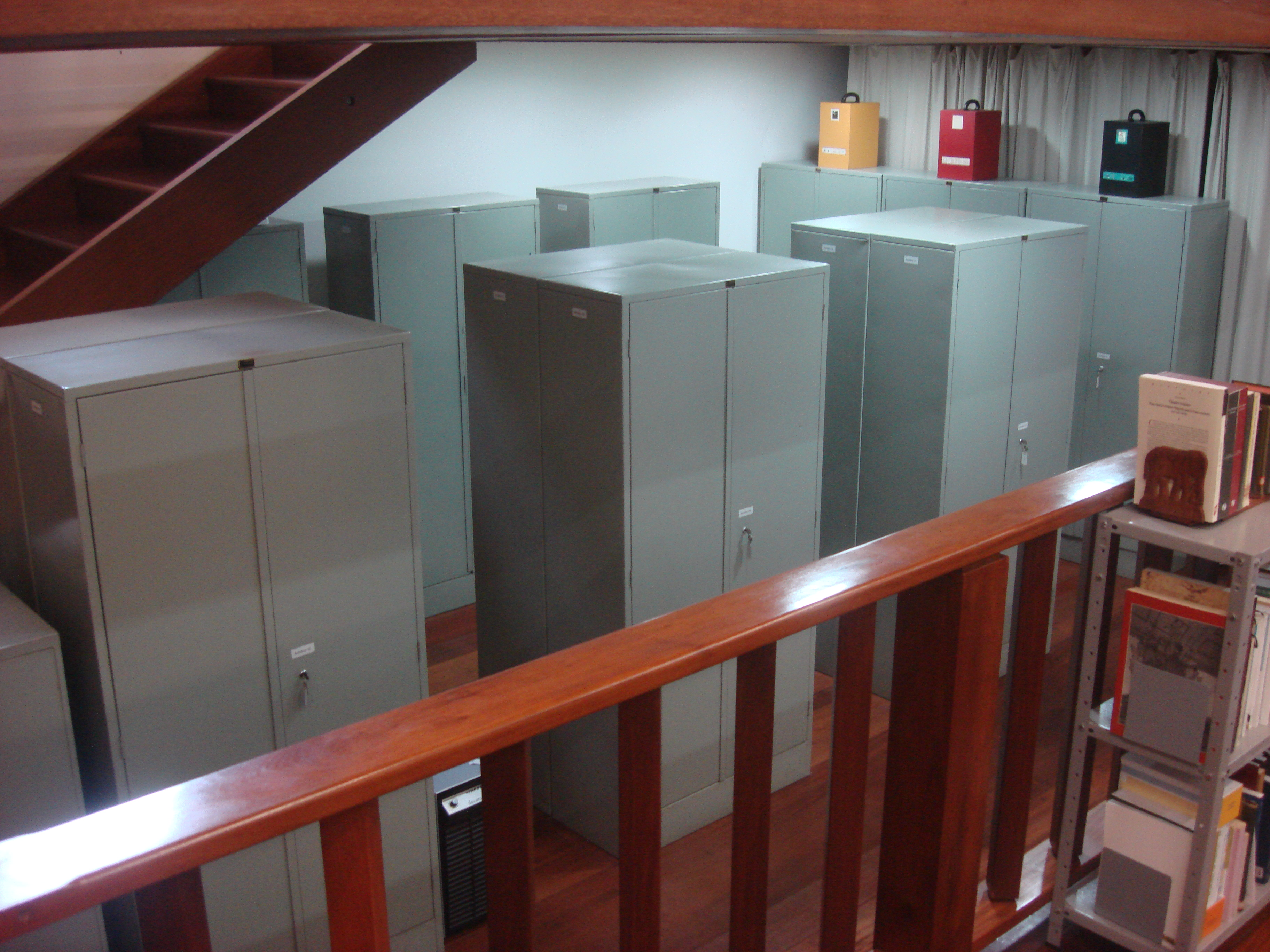
Acervo do Museu da Música de Mariana em fevereiro de 2016

A partir dessa data, várias obras representadas no acervo do Museu da Música passaram a ser gravadas por grupos musicais brasileiros e internacionais, com destaque para os grupos Calíope (Rio de Janeiro), Ars Nova (Belo Horizonte), Vox Brasiliensis (São Paulo), Brasilessentia (São Paulo), Coro de Câmara São Paulo, Orquestra do Festival Internacional de Música Colonial Brasileira e Música Antiga de Juiz de Fora, Américantiga (Curitiba), Ensemble Turicum (Thun, Suíça), Les Solistes du Palais Royal (Paris, França), Ex Cathedra (Inglaterra) e outros, estando presentes na atuação regular de várias orquestras tradicionais mineiras, como a Orquestra Lira Sanjoanense e a Orquestra Ribeiro Bastos (São João del-Rei), a Orquestra Ramalho (Tiradentes) e a Lira Ceciliana (Prados). O projeto Acervo da Música Brasileira foi o responsável pelo maior conjunto de edições e gravações de obras do acervo do Museu da Música, com a produção de 9 volumes de partituras e CDs, que vêm sendo usadas em programas de rádio, TV e outros, tanto no Brasil quanto no exterior.
O acervo do Museu da Música prosseguiu sendo impresso em outros projetos editoriais, como a série Patrimônio Arquivístico-Musical Mineiro, da Secretaria de Estado da Cultura de Minas Gerais, em parceria com o Instituto Cultural Sérgio Magnani, de Belo Horizonte, e foi difundido em várias outras iniciativas, como nas séries História da Música Brasileira e Alma Latina, ambas da Fundação Padre Anchieta de São Paulo.

## Eventos científicos sediados no Museu da Música
Em 1984, o Museu da Música de Mariana sediou o I Encontro Nacional de Pesquisa em Música (ENPM), promovido pela Escola de Música da UFMG, pela Arquidiocese de Mariana e pelo próprio Museu da Música, sob a coordenação de Sandra Loureiro de Freitas Reis, Chefe do Departamento de Teoria Geral da Música da UFMG. Esse Encontro foi importante não apenas pelos trabalhos apresentados, mas também por ter sido o primeiro evento periódico brasileiro no campo da musicologia - sucedido pelo II ENPM (São João del-Rei, 1985) e pelo III ENPM (Ouro Preto, 1987) -, uma vez que o I Congresso Brasileiro de Musicologia da Sociedade Brasileira de Musicologia foi realizado em 1987, o I Encontro Nacional da Associação Nacional de Pesquisa e Pós-Graduação em Música em 1988 e o I Encontro de Musicologia Histórica de Juiz de Fora (MG) em 1994, todos, portanto, posteriores ao I ENPM. Participaram do I ENPM de Mariana, além dos pesquisadores das instituições organizadoras - como Dom Oscar de Oliveira, Sandra Loureiro de Freitas Reis, Maria da Conceição Rezende Fonseca e o Padre José Renato Peixoto Vidigal - musicólogos de destaque no período, como Cleofe Person de Mattos, José Maria Neves, Sérgio Magnani, Heitor Geraldo Magela Combat, Luís Ellmerich, Odette Ernest Dias, Maria Augusta Calado de Saloma Rodrigues, Geraldo Ferreira Pacheco de Souza, Amélio Augusto de Figueiredo, Harry Lamott Crow Jr. e Benedicta Borges Andrade. Os Anais do I ENPM foram impressos na ocasião, assim como ocorreu com os Anais do II e III ENPM.
Em 2003, o Museu da Música de Mariana sediou o I Colóquio Brasileiro de Arquivologia e Edição Musical, o primeiro do gênero na América Latina, mantendo, portanto, o caráter pioneiro de suas ações no campo da musicologia. Realizado pela Fundação Cultural e Educacional da Arquidiocese de Mariana, por ocasião dos 30 anos de fundação do Museu da Música e sob a coordenação de Paulo Castagna, o evento teve impressos seus Anais e prestou a primeira homenagem formal aos profissionais que trabalharam na instituição no século XX (com a presença de três deles), incluindo também de uma homenagem póstuma a Francisco Curt Lange, por ocasião do centenário de seu nascimento. Além dos homenageados Monsenhor Flávio Carneiro Rodrigues, Maria da Conceição de Rezende e Maria Ercely Coutinho, representantes das fases do Museu da Música anteriores a 2001, apresentaram trabalhos nesse evento os participantes do projeto Acervo da Música Brasileira - Paulo Castagna, Aluízio José Viegas, Marcelo Campos Hazan, André Guerra Cotta, Maria Teresa Gonçalves Pereira, Maria José Ferro de Souza, Francisco de Assis Gonzaga (Chiquinho de Assis) e Vladmir Agostini Cerqueira - além dos pesquisadores externos Ricardo Bernardes, Fernando Binder, André Cardoso, Modesto Flávio Chagas Fonseca, Vanda Lima Bellard Freire, Luiz Guilherme Goldberg, José Arnaldo Coêlho de Aguiar Lima, Maurício Monteiro, Luiz Antonio Pinheiro Martins, Jair Mongelli Junior, Márcio Miranda Pontes, Pablo Sotuyo Blanco e Rosângela Pereira de Tugny. Esse evento também apresentou, nos Anais, suas Conclusões e Recomendações, o primeiro documento coletivo brasileiro relacionado à gestão de acervos musicais históricos.

## O Museu da Música no século XXI
O projeto Acervo da Música Brasileira gerou novo interesse e maior visibilidade em relação ao Museu da Música, que passou a contar com outras ações e projetos destinados a aumentar a difusão social de seu acervo e a utiliza-lo como ponto de partida para projetos sociais. Com a transferência do Museu da Música para o Palácio da Olaria em 2007, foi inaugurado seu módulo expositivo (instalado por Célia Maria Corsino) e iniciada a recepção diária de visitantes, além dos pesquisadores que já frequentavam o acervo desde 1984. Paralelamente, a instituição iniciou, nesse período, uma nova linha de projetos, destinada não somente ao subsídio da pesquisa musicológica, mas também ao desenvolvimento musical, com aulas e apresentações musicais de obras de seu acervo em várias cidades mineiras. Projetos como Arte-educação através da música e outros foram destinados a desenvolver localmente a prática da música coral e a multiplicar ações nessa área. São estes os grandes projetos desenvolvidos no Museu da Música a partir de 2007:

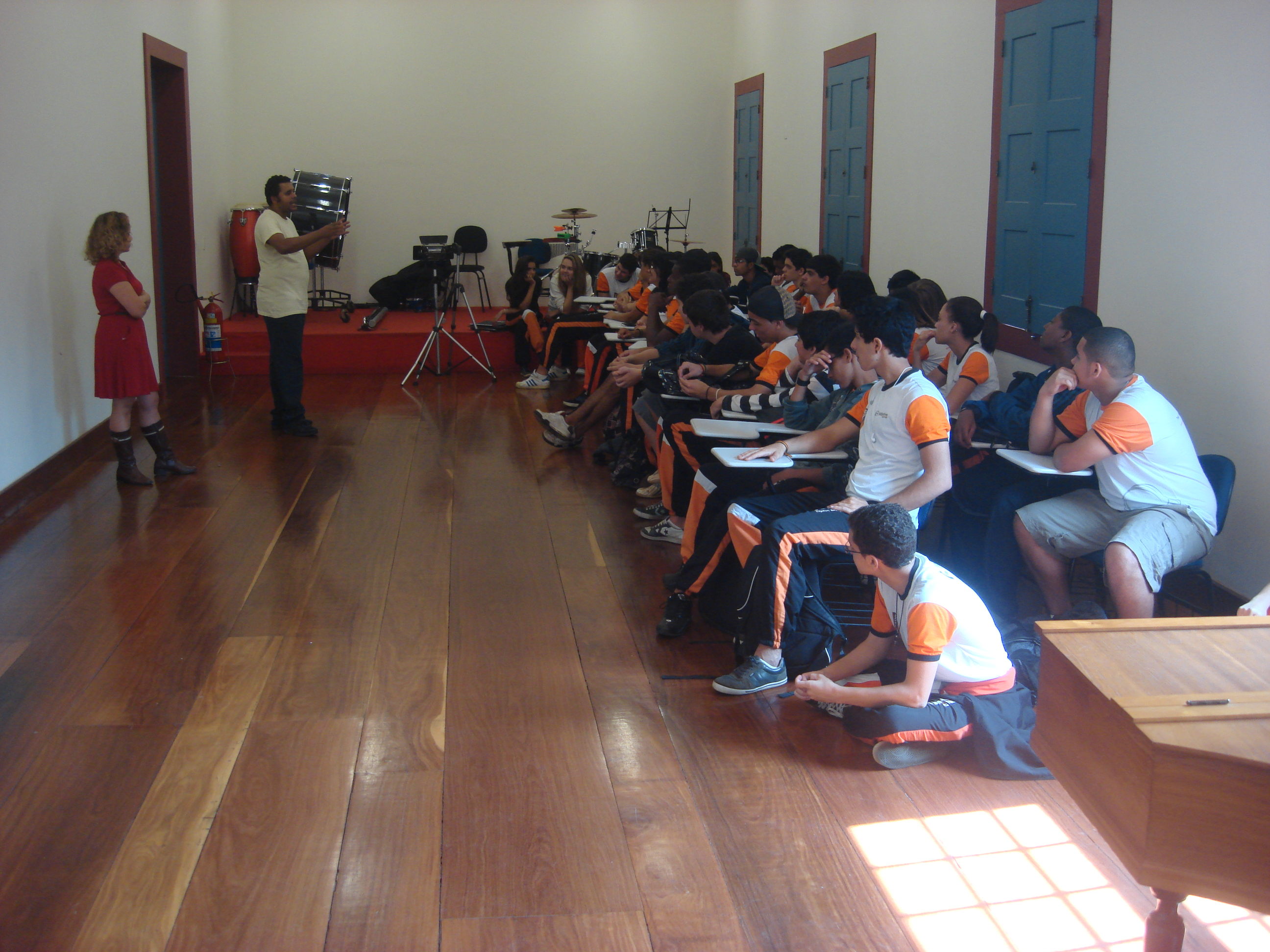
Aula no Museu da Música de Mariana em junho de 2013.

1. Exposições temporárias e permanente (2007-)
2. Educação Patrimonial no Museu da Música de Mariana (2008-2009)
3. Educação Musical no Museu da Música de Mariana (2009-2010)
4. Arte-Educação Através da Música (2011-)
5. Aperfeiçoamento de Maestros e Regentes de Coro (2011-2012)
6. Kodály no Museu (2011-2012)
7. Bandas Sinfônicas Trilha do Ouro (2013-)
8. Digitalização e disponibilização online da Coleção Dom Oscar de Oliveira (2014-2016)
9. Curso básico de formação de organistas (2015-)
Em reconhecimento à importância de seu acervo de manuscritos musicais, mas também por conta dos projetos acima referidos, o Museu da Música de Mariana recebeu, do Programa Memória do Mundo da UNESCO, em 2 de dezembro de 2011 (Ref n° 2004-39), o Diploma do Registro Regional para a América Latina e o Caribe (MOWLAC), tornando-se, assim, a primeira instituição brasileira e latino-americana do gênero com esse tipo de distinção, o que lhe valeu a Menção Honrosa emitida pela Câmara Municipal de Mariana em 15 de fevereiro de 2012.  O Museu da Música de Mariana tem estimulado o surgimento de instituições semelhantes em outras cidades brasileiras - como o Museu da Música de Timbó (SC),  inaugurado em 2004, e o Museu da Música de Itu (SP), inaugurado em 2007, assim como o Museu da Música de São Bento do Sul (SC), ainda em projeção - e seu desenvolvimento foi importante na elaboração de outros projetos de conservação, organização, catalogação, edição e gravação de obras, no Brasil e fora dele. A instituição celebrou seus 30 anos de fundação em 6 de julho de 2003, com a presença de três representantes do período de fundação - Monsenhor Flávio Carneiro Rodrigues, Maria Ercely Coutinho e Maria da Conceição Rezende Fonseca - os quais voltaram a participar da celebração dos seus 40 anos, em 6 de julho de 2013.

## Digitalização
Aberto à consulta e continuamente recebendo pesquisadores desde 1984, o Museu da Música entrou, a partir de 2014, na era digital, potencializando a difusão de seu acervo junto aos musicólogos e demais estudantes e profissionais, principalmente das áreas de música e história, com o projeto Digitalização da Coleção Dom Oscar de Oliveira, coordenado por Paulo Castagna e com financiamento do COMPAT (Conselho Municipal do Patrimônio Cultural de Mariana), autorizado pela Lei Municipal nº 2.994, de 18 de agosto de 2015, sancionada pelo Prefeito de Mariana, Duarte Eustáquio Gonçalves Junior. A digitalização das imagens foi concluída em 2017 e sua disponibilização online está prevista para 2019.

## Mediação digital e pedagógica
Em 19 de abril de 2014, o Museu da Música iniciou um serviço informativo no Facebook, intitulado Mediação Digital e Pedagógica (MDP), com a função de tornar o conhecimento musicológico interessante e atrativo para o público em geral, e não somente para os especialistas e o meio acadêmico, visando, assim, estimular a multiplicação desse tipo de ação, o desenvolvimento de uma função social mais ampla para o conhecimento histórico-musicológico e para as instituições semelhantes ao Museu da Música, além de sua maior interação com as comunidades por elas atendidas. A MDP do Museu da Música funcionou até o final de 2016 sob a direção de Paulo Castagna e foi baseada nos modernos conceitos de cibercultura, ecossistema comunicacional, educomunicação e mediação, e está estruturada na forma de micro-artigos diários sobre temas interessantes relacionados ao patrimônio musical brasileiro, que privilegiam aspectos como datas comemorativas de obras e compositores brasileiros, o tratamento de fontes musicais históricas, o significado do repertório musical brasileiro antigo, a afrodescendência da maioria dos compositores brasileiros anteriores ao século XX, o resultado das pesquisas realizadas no Museu da Música e muitos outros.
A equipe do Museu da Música apresentou uma comunicação sobre a MDP, no XXV Congresso da ANPPOM (Associação Nacional de Pesquisa e Pós-graduação em Música), em Vitória, em agosto de 2015. Paralelamente, a MDP foi o assunto central de uma dissertação de mestrado defendida na Universidade Federal de Ouro Preto, sobre a mutação e pluralização dos meios da memória cultural.

## Rompimento da barragem da Samarco
O rompimento da barragem de rejeitos de mineração do "Fundão", controlada pela Samarco, Vale e BHP Billiton em Mariana, em 5 de novembro de 2015, não afetou o centro histórico de Mariana, a 35 km do subdistrito de Bento Rodrigues, onde ocorreu o rompimento, porém o Museu da Música apresentou forte queda de público nos dois anos seguintes, fato que vem se repetindo após o rompimento da barragem de rejeitos em Brumadinho (controlada pela Vale) em 25 de janeiro de 2019.

## Edifício histórico: o Palácio da Olaria

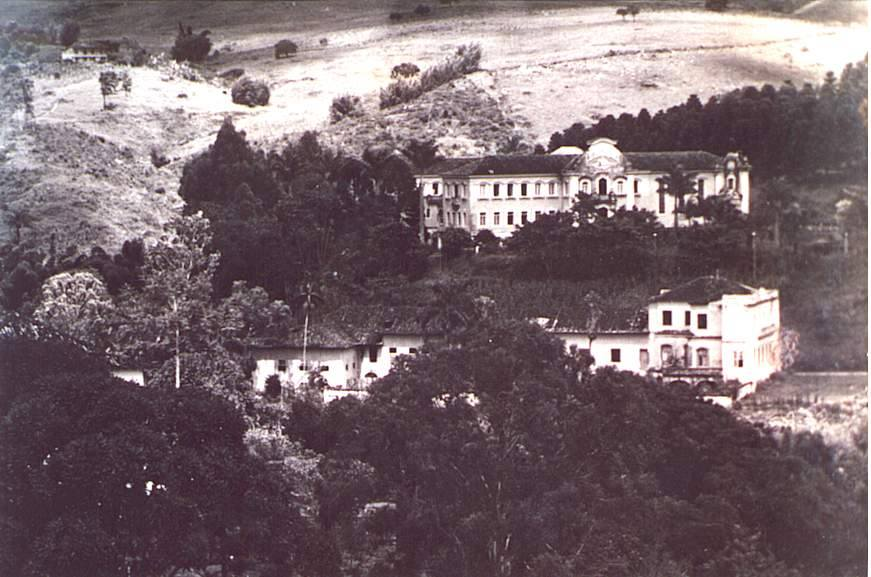
Palácio da Olaria (como Ginásio Arquidiocesano) e Seminário Maior de São José, após inauguração em 15 de agosto de 1934

O edifício no qual encontra-se atualmente instalado o Museu da Música de Mariana (o terceiro desde sua fundação e o quarto desde sua origem), na antiga Rua da Olaria (hoje Rua Cônego Amando), possui grande valor histórico e arquitetônico, destacando-se como uma das mais notáveis construções de Mariana e de Minas Gerais. Construído na primeira metade do século XVIII, a mando do proprietário da Chácara da Olaria, o minerador capitão José de Torres Quintanilha, foi cedido à Diocese de Mariana em 1749, juntamente com o terreno (onde também seria construído o Seminário de Nossa Senhora da Boa Morte) para ser usado como a residência dos bispos. De acordo com a escritura de doação, lavrada em 27 de fevereiro de 1749, a propriedade era constituída por "uma chácara com sete moradas de casas a ela pertencentes na [Rua da] Olaria desta Cidade, que confrontam da parte da rua com a Estrada pública que vai desta Cidade para a freguesia de Guarapiranga e outras mais partes; e pelos fundos dela confronta com o córrego que corre por detrás da Intendência, e pelos lados com terras do Conselho, ou com quem direitamente hajam de confrontar". A casa principal dessa chácara passou a ser denominada Palácio da Olaria ou Palácio Novo, também referida como Chácara Episcopal, Palácio Episcopal e Palácio dos Bispos, edifício que não deve ser confundido com a atual Residência Arquiepiscopal, instalada na Praça Gomes Freire desde 1988.

Ocupado pelo primeiro Bispo de Mariana, Dom Frei Manoel da Cruz, a partir de 1752, o Palácio da Olaria passou por sucessivas reformas ao longo de toda sua existência, e deve ter recebido pinturas no teto e nas paredes em várias de suas fases, pinturas em sua maioria perdidas no século XX, à exceção dos medalhões representando bispos e filósofos, no alto das paredes de duas salas da ala noroeste. De 14 a 18 de abril de 1881, o Imperador D. Pedro II hospedou-se em um dos quartos do Palácio Episcopal, correspondente a uma das atuais salas da ala noroeste, e observou os seguintes personagens pintados: "Benedito XIV, erigiu o Bispado de Mariana, no ano de 1746; Frei Manuel da Cruz, da ordem de São Bernardo, primeiro bispo; D. Joaquim Borges de Figueroa, segundo bispo; D. Manuel dos ‘Prazeres’, terceiro bispo; D. Domingos da Encarnação, da ordem dos domínicos, quarto bispo; D. Frei Cipriano de São José, da ordem dos menores, quinto bispo." Várias dessas reformas contaram com a participação do construtor português José Pereira Arouca (Freguesia de São Bartolomeu da Vila de Arouca, c.1733 - Mariana, 21/07/1795), responsável por expressivos trabalhos na cidade, como a Igreja de São Francisco de Assis, a Igreja de São Pedro dos Clérigos e a Igreja de Nossa Senhora do Carmo, além de obras no Seminário de Nossa Senhora do Boa Morte, em estradas e pontes da região (com destaque para a ponte da Rua Santana sobre o Córrego da Intendência, atual Córrego do Seminário), sendo suas maiores realizações a construção da Casa da Câmara e da Casa Capitular de Mariana (atual Museu Arquidiocesano de Arte Sacra). Existem registros de pagamento a José Pereira Arouca por obras no Palácio da Olaria de 1782 a 1785 e, novamente, de 1789 a 1792. Nesse período, Arouca construiu o prolongamento da ala noroeste, com uma varanda sustentada por arcos esculpidos em grandes blocos de pedra, preservados na restauração do edifício entre 2004-2007.

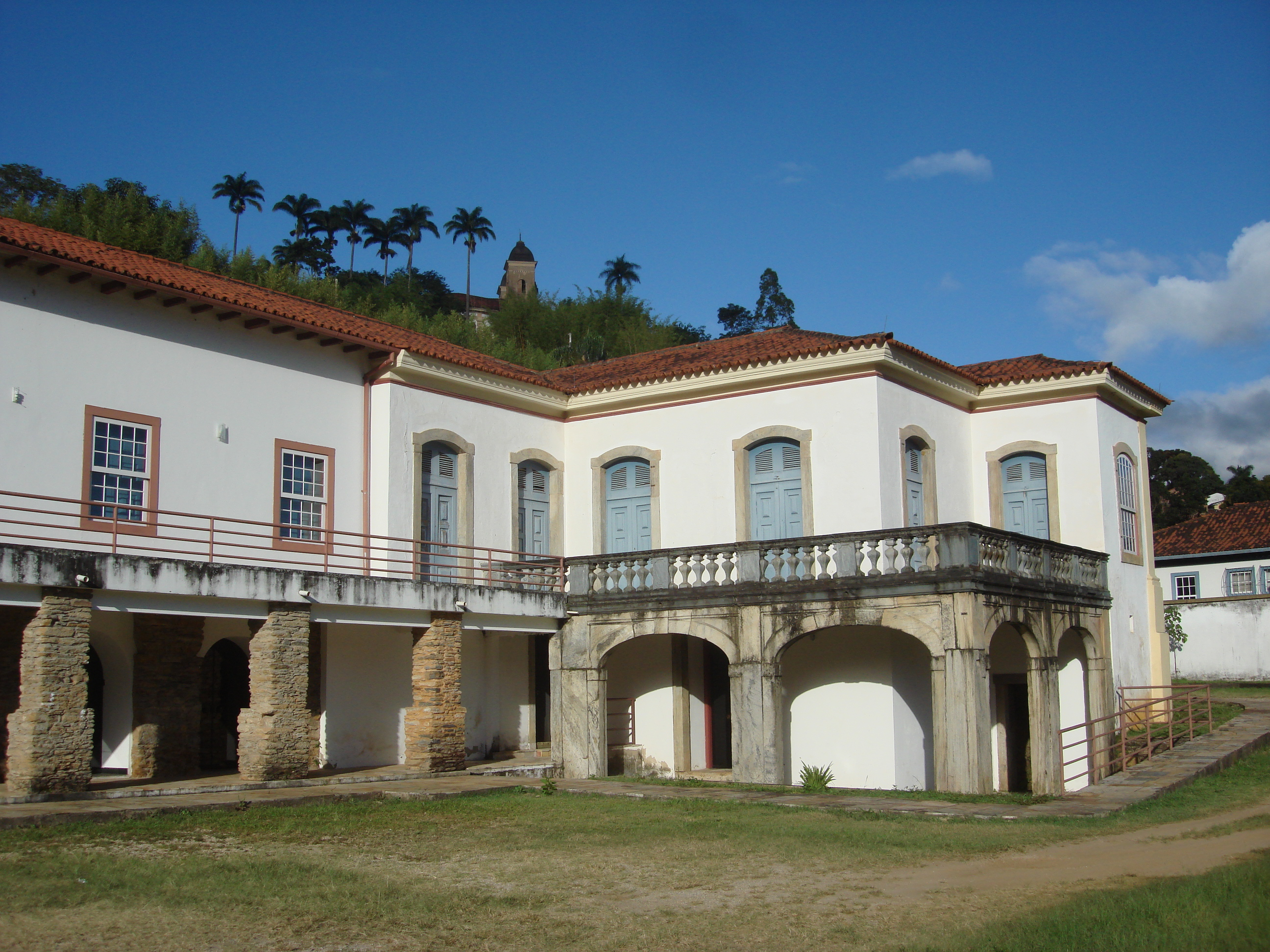
Palácio da Olaria e Museu da Música de Mariana em 2014

O Palácio da Olaria foi usado como residência dos bispos da Diocese de Mariana de 1752 a 1927, mas o Arcebispo Dom Helvécio Gomes de Oliveira transferiu, em 1928, a residência episcopal para a Vila Getsemani, um anexo junto à Igreja de São Pedro dos Clérigos, e a Chácara da Olaria foi reformada para abrigar o Ginásio Arquidiocesano Municipal. No episcopado de Dom Oscar de Oliveira, o palácio foi usado como sede da Editora Dom Viçoso, que publicou, entre outros, o jornal O Arquidiocesano, mas o edifício foi cedido à Universidade Federal de Ouro Preto pelo arcebispo.
O Palácio da Olaria integra o Conjunto Arquitetônico e Urbanístico de Mariana tombado pelo IPHAN em 14 de maio de 1938 (Processo 0069-T-38, nº inscr. 062, v.1, f.012, Livro Belas Artes, v.2, f.064-068, 04/04/2012), o que fez com que o mesmo "conjunto arquitetônico e urbanístico da cidade de Mariana" fosse "erigido em monumento nacional", pelo Decreto-Lei nº 7.713, de 6 de julho de 1945. Paralelamente, o Palácio da Olaria também passou a ser protegido pelo COMPAT (Conselho Municipal do Patrimônio Cultural de Mariana), que tombou o Núcleo Histórico Urbano do Distrito-Sede Mariana pelo Decreto Municipal nº 5.272, de 05 de janeiro de 2010, além de ter incluído o Palácio da Olaria no catálogo dos bens inventariados por esse órgão (n.38/2009).
Por conta de sua identificação como patrimônio histórico, o edifício passou por uma restauração externa na década de 1940, que devolveu-lhe parte da aparência do século XVIII, uma vez que, ao abrigar o Ginásio Arquidiocesano Municipal, recebeu um andar superior na ala noroeste, visível em fotografias da década de 1930. A maior parte do edifício (ala sudeste) desabou quase totalmente em fevereiro de 2003, fato que motivou a retomada do imóvel pela Arquidiocese de Mariana, que realizou sua restauração entre 2004 e 2007, com patrocínio da Petrobras. Essa restauração foi realizada sobre as fundações e colunas de sustentação de todo o edifício e preservou a maior parte da ala noroeste, com os arcos de pedra feitos por José Pereira Arouca, reconstruindo a maior parte da ala sudeste, que desabara em 2003. A partir de 2007, o antigo Palácio da Olaria tornou-se a sede oficial do Centro Cultural Dom Frei Manoel da Cruz e do Museu da Música de Mariana, passando a receber visitas públicas pela primeira vez em sua história.

## O Jardim episcopal

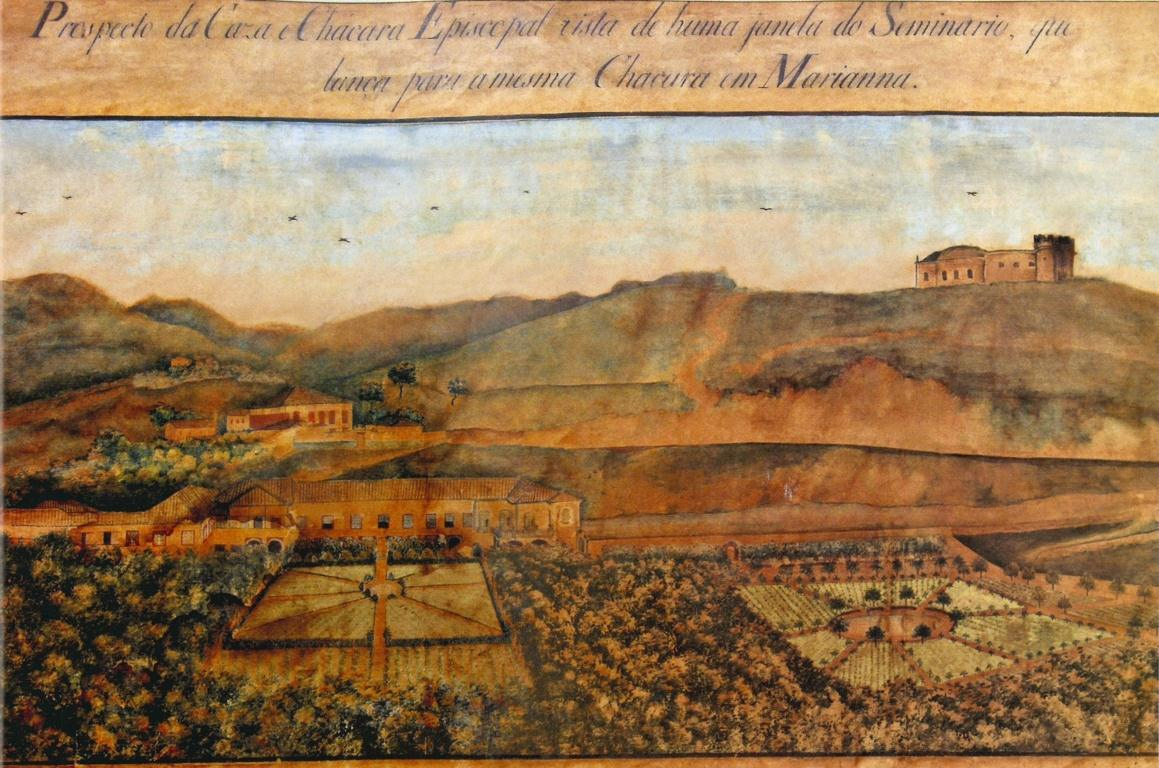
Chácara Episcopal de Mariana e jardins de Dom Cipriano, aquarela do Padre José Joaquim Viegas de Meneses, pintada entre 1801 e 1809

A área que existe entre o Palácio da Olaria e o Seminário Menor de Nossa Senhora da Boa Morte (atual ICHS da UFOP) passou por muitas intervenções ao longo do tempo, mas, antes do século XX, foi usada principalmente para o cultivo de plantas. Tudo indica que, durante o século XVIII, a área foi um pomar, principalmente de frutas cítricas (na época denominadas "de espinho"), aproveitando a proximidade com o Córrego da Intendência (atual Córrego do Seminário). No século XIX, duas áreas do pomar foram convertidas em sofisticados jardins, construídos por determinação do Bispo Dom Frei Cipriano de São José (Lisboa, 12/11/1743 - Mariana, 14/08/1817), nomeado em 24 de julho de 1797 e residente em Mariana a partir de 1799. Interessado em botânica, bem como nos hortos e jardins botânicos europeus, que também vinham sendo construídos no Brasil desde o governo de Maurício de Nassau em Recife, Dom Frei Cipriano instalou, no antigo pomar da Chácara Episcopal, dois jardins estruturados em formatos geométricos, com tanques, fontes, estátuas e sistemas subterrâneos de irrigação, circundados por área densamente ocupada por arbustos.

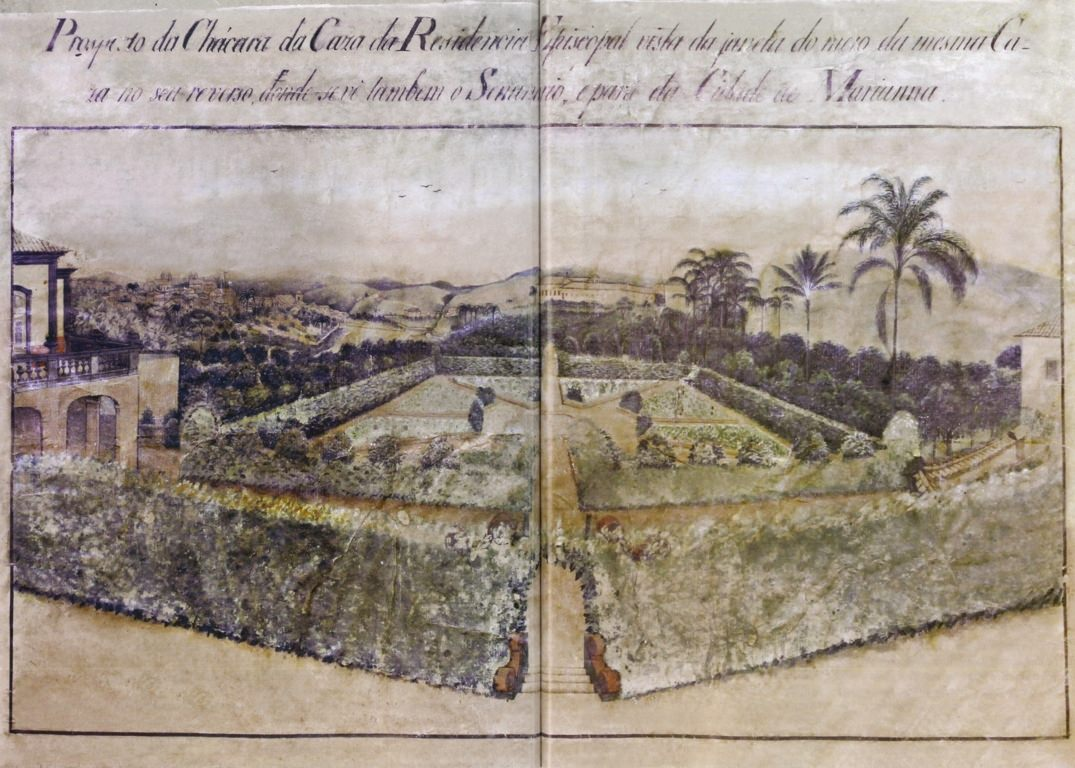
Chácara Episcopal de Mariana e jardins de Dom Cipriano, aquarela do Padre José Joaquim Viegas de Meneses, pintada entre 1801 e 1809

Os jardins foram plantados provavelmente entre 1801 e 1809, no período das reformas da chácara destinadas à acomodação de Dom Cipriano, e constavam de duas grandes áreas octogonais, principalmente constituídas de plantas de pequeno porte, tendo ao centro de um deles um tanque, e do outro uma área de passeio. Em um desses octógonos (o da esquerda, para quem está de costas para o palácio) foi construído um tanque, abastecido por água natural, e instalada a Fonte da Samaritana, peça inspirada em João 4, 4-26 e esculpida em pedra-sabão no ano de 1802 por Antônio Francisco Lisboa (Ouro Preto, 1738-1814), o Aleijadinho, tombada pelo IPHAN em 19 de dezembro de 1949 (Processo 0410-T-49, Livro Belas Artes nº inscr. 346, v.1, f.071) e recolhida ao Museu de Arte Sacra de Mariana, após sua fundação em 1962. O jardim foi representado em uma aquarela de Johann Baptist Emanuel Pohl (Kanitz, 1782 - Viena, 1834), pintada em Mariana entre 1817-1820, e em duas aquarelas do Padre José Joaquim Viegas de Meneses (Vila Rica, 1778-1841), pintadas entre 1801-1809 e também recolhidas ao Museu de Arte Sacra de Mariana, sendo estes os principais documentos visuais sobre o assunto. Moacir Rodrigo de Castro Maia, autor dos estudos sobre o jardim de Dom Cipriano e coordenador das escavações realizadas no local em 2010, descreve da seguinte maneira os jardins da antiga residência episcopal, a partir da documentação disponível (principalmente as aquarelas do Padre Viegas):

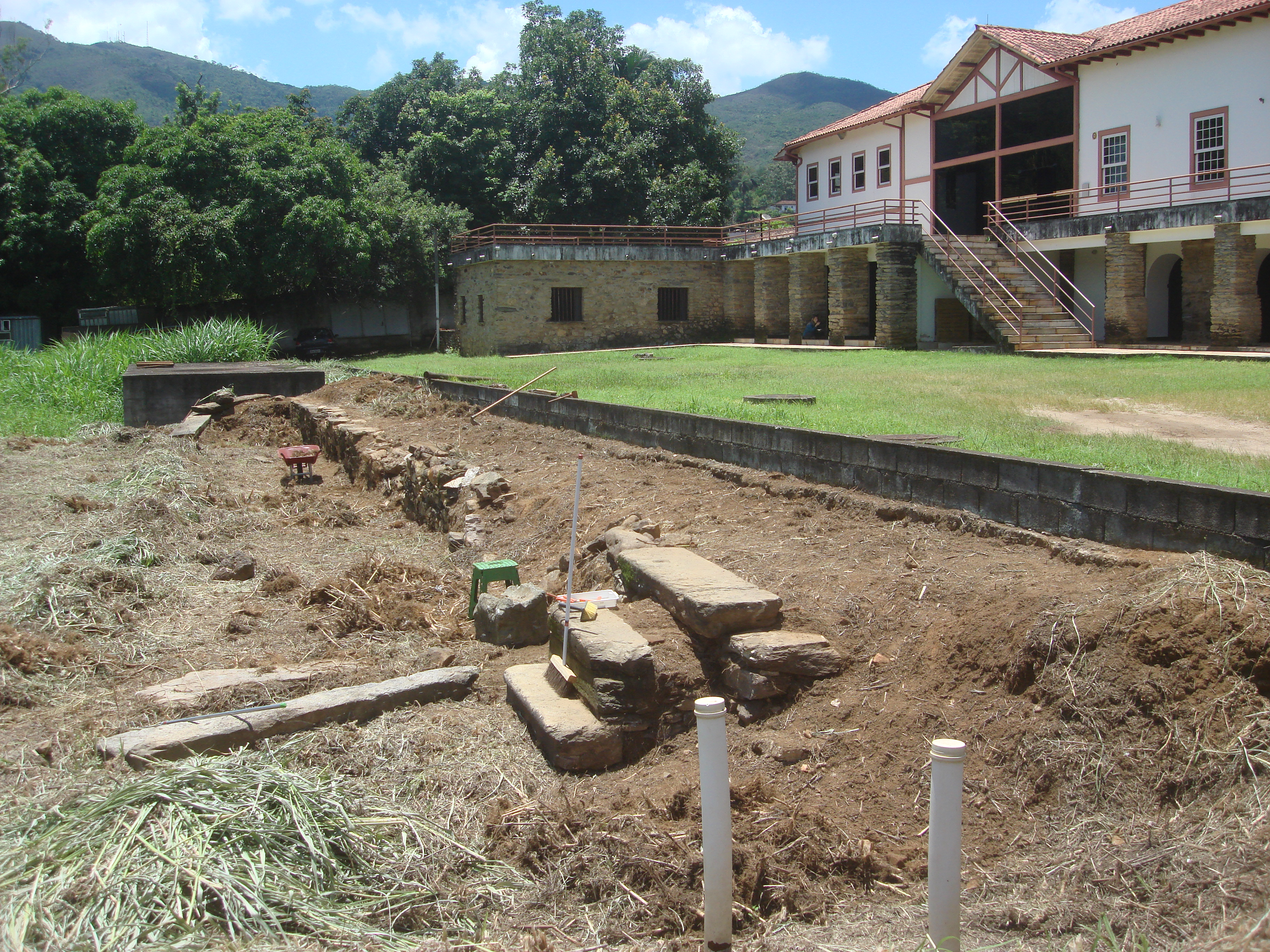
Escavação arqueológica nos antigos jardins do Palácio da Olaria (Palácio dos Bispos) de Mariana (MG), em fevereiro de 2016

"Ao descer três degraus da varanda interna da residência, deparamos pequeno jardim clássico desenhado, com oito canteiros geométricos delimitados por meio-fio e, ao centro, um tanque possivelmente em octógono, com 'repuxo elevado' - a área encontrava-se cercada por cerca viva em forma retangular. À direita, alguns altos coqueiros destacavam-se em meio a pequenas árvores. Segundo Vasconcelos (1935, p.86), 'os muros eram vestidos de hera e as ruas ornadas de figuras simbólicas, que davam aos maciços de rosa e lírios a reflexão poética da antiga Mitologia'. Ao deixar a ala central rumo à esquerda, passaríamos por um bosque de árvores de pequeno e médio portes até chegar em outra área, que apresentava desníveis de solo com oito canteiros geometrizados e grande tanque ao centro. Possivelmente, eram canteiros desenhados com verduras, legumes e flores, utilizados também para realçar cores, como em alguns jardins de inspiração francesa."

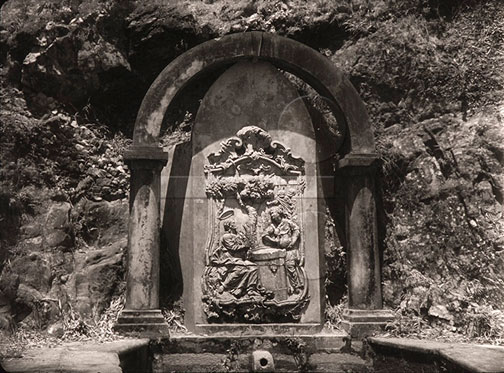
Fonte da Samaritana (1802), esculpida para o jardim episcopal do Palácio da Olaria e fotografada em 1959, no Seminário Maior de São José

O jardim de Dom Cipriano ainda existia no período do arcebispo Dom Antônio Maria Correia de Sá e Benevides, quando Mariana recebeu a visita do Imperador Imperador Dom Pedro II em 1881, o qual relata, em seu diário, ter se hospedado no Palácio episcopal de 14 a 18 de abril e ter tomado "banho frio numa fonte do jardim deste palácio" (a Fonte da Samaritana). Na entrada do século XX, entretanto, o jardim deixou de ser mantido e, o que existia, desapareceu quando da reforma ordenada pelo Arcebispo Dom Helvécio Gomes de Oliveira em 1928, ocasião em que a nova residência episcopal foi transferida para a Vila Getsemani, junto à Igreja de São Pedro dos Clérigos, e o Palácio da Olaria foi reformado para abrigar o Ginásio Arquidiocesano Municipal. Nessa ocasião, foi instalado um campo de futebol na área do antigo jardim de Dom Cipriano e construído um muro que o isolava do palácio, visível em fotografias antigas e cujo alicerce ainda existe no local. Com a saída do Ginásio Arquidiocesano do Palácio da Olaria e sua utilização pela Editora Dom Viçoso, o campo de futebol tornou-se um capinzal, parcialmente usado como estacionamento, especialmente após a construção de um anexo do ICHS junto ao Córrego do Seminário, de frente para o palácio, inicialmente destinado à Faculdade de Direito da UFOP (que acabou não sendo criada). Com a inauguração do Seminário Maior de São José, em 1934, a Fonte da Samaritana foi posicionada sob um arco de concreto, em sua rampa de acesso, para servir a finalidades devocionais, porém  transferida para o Museu de Arte Sacra de Mariana, após sua fundação em 1962, pelo Arcebispo Dom Oscar de Oliveira. Os arcos de concreto foram mantidos no local e podem ser observados da Rua Cônego Amando. Atualmente existe um projeto para a reconstituição de parte do Jardim episcopal do Palácio da Olaria, que deverá criar mais um ponto turístico na cidade de Mariana e permitirá novas ações educacionais, patrimoniais e de pesquisa associadas ao Museu da Música de Mariana.

## Acervo

### Módulo expositivo
Inaugurado em 2007, o módulo expositivo do Museu da Música possui uma exposição temporária e uma exposição permanente. Na exposição temporária geralmente são exibidos instrumentos musicais, manuscritos e impressos musicais antigos relacionados a temas específicos, como a liturgia católica dos santos ou de períodos específicos do ano, o surgimento da música popular e outros. Na exposição permanente são exibidos cantorais (ou livros de cantochão), instrumentos musicais antigos (de cordas e sopros), dois harmônios e um piano do início do século XX, um instrumento mecânico (ou caixa de música) do século XIX e uma batuta também do século XIX. Além disso, estão disponíveis, na exposição permanente, imagens, informações e gravações de obras representadas em fontes manuscritas do Museu da Música, referentes aos compositores brasileiros José Joaquim Emerico Lobo de Mesquita (Serro, 1746? - Rio de Janeiro, 1805), Manoel Dias de Oliveira (São José del-Rei, c.1735-1813) João de Deus de Castro Lobo (Vila Rica, 1794 - Mariana, 1832), José Maurício Nunes Garcia (Rio de Janeiro, 1767-1830) Francisco Manuel da Silva (Rio de Janeiro, 1795 - 1865) e Emilio Soares de Gouvêa Horta Junior (Barão de Cocais, 1839 - Juiz de Fora, 1907).

### O órgão de tubos do Museu da Música

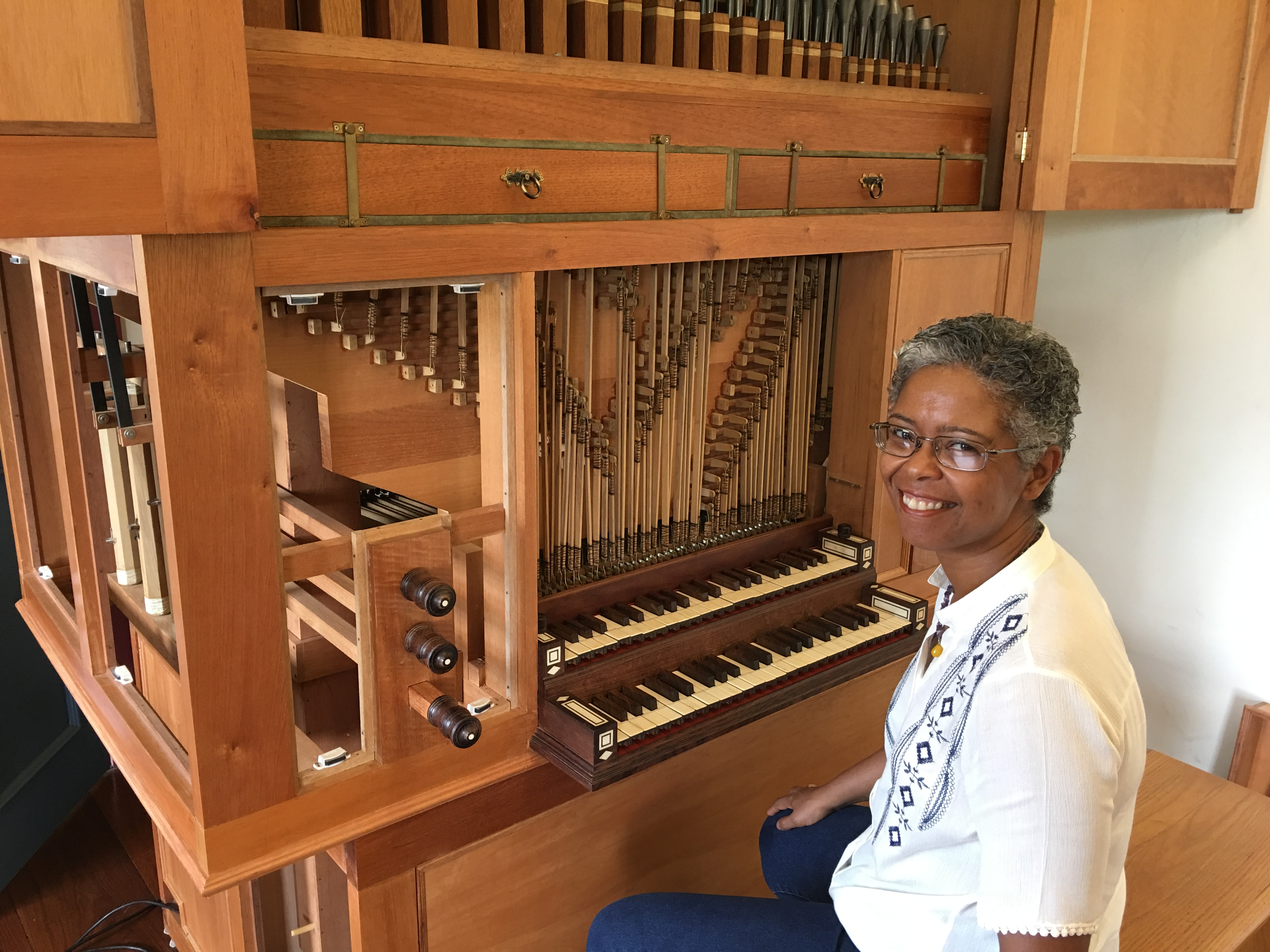
Órgão positivo do Museu da Música de Mariana e a organista Josinéia Godinho em 2016

Desde 2014, o Museu da Música de Mariana dispõe de um órgão positivo, construído pelo luthier brasileiro Abel Vargas, a partir do reaproveitamento de peças usadas em antigas restaurações do órgão histórico da Catedral de Mariana. Não se trata, portanto, de uma réplica, de um órgão antigo ou feito com peças originais do instrumento da catedral, mas sim de um órgão novo, que apenas reaproveitou peças das restaurações realizadas anteriormente no órgão histórico da Catedral de Mariana.
Em fins do século XIX, órgão histórico da Catedral de Mariana (construído no início do século XVIII) havia sido totalmente reafinado um tom acima, e alguns poucos tubos originais de metal (apenas metade de um registro) haviam sido substituídos por tubos de madeira. Em 8 de dezembro de 1937 o órgão funcionou pela última vez e, nas décadas subsequentes, foi se deteriorando: seus tubos foram avariados e alguns deles definitivamente perdidos. Entre 1980 e 1984, quando, pela primeira vez, o órgão da catedral foi restaurado, pela firma Beckerath Orgelbau, em Hamburgo, os tubos originais foram reparados e alguns tubos que faltavam foram substituídos por novos. Além disso, foram substituídos os antigos manuais (teclados) por novos exemplares, foi anexado um novo banco para o(a) organista e instalada, pela primeira vez, uma pedaleira. Todo o material removido foi cuidadosamente guardado e reenviado a Mariana.
Entre 2000 e 2002 foi realizada a segunda restauração do órgão histórico da Catedral de Mariana, desta vez pela firma Edskes Orgelbau, que reconstituiu o tamanho original dos tubos e a afinação do século XVIII. Durante essa segunda restauração (parte na Suíça e parte em Mariana), foram realizadas outras intervenções técnicas, como a troca daqueles poucos tubos de madeira do século XIX por novos tubos de metal, o retorno dos manuais originais do século XVIII (removidos entre 1980-1984), a troca do banco e da pedaleira por exemplares construídos segundo modelos do século XVIII, bem como a substituição dos tubos instalados pela Beckerath por tubos mais próximos dos originais. Todo o material inserido pela Beckerath entre 1980-1984 e removido pela Edskes, em 2000-2002, também foi cuidadosamente guardado.
Finalmente, em 2010, a partir de um projeto da organista Elisa Freixo, com financiamento do COMPAT (Conselho Municipal do Patrimônio Cultural de Mariana), o organeiro Abel Vargas reuniu as peças retiradas pelas firmas Beckerath e Edskes, que estavam encaixotadas desde 2002, e construiu o órgão do Museu da Música de Mariana, acrescentando apenas o fole, o motor, a caixa externa, mais alguns tubos e outras peças menores, para dar unidade ao instrumento. Atualmente, o órgão do Museu da Música está instalado na Capela da Ordem Terceira do Carmo de Mariana (e lá permanecerá até a conclusão das obras de restauração da catedral), sendo utilizado para exibição, ensaios e cursos regulares, sob a direção da organista brasileira Josinéia Godinho.

### Coleções do Museu da Música
O Museu da Música possui 15 coleções, a maioria das quais higienizadas, catalogadas, acondicionadas e disponíveis para consulta, além de catálogo online das três primeiras. Tais coleções são identificadas por uma sigla de três letras, e a disposição abaixo reflete sua ordem de recolhimento ao Museu da Música, ou de sua geração, durante o trabalho técnico na instituição. Existem outros arquivos e coleções em fase intermediária transferidos ao Museu da Música, em processo de higienização e catalogação, e que serão disponibilizados para consulta na medida em que o trabalho for sendo concluído. São estas as coleções disponíveis para pesquisa no Museu da Música:
CDO – Coleção Dom Oscar de Oliveira
ASM - Acervo do Seminario de Mariana
ALC – Arquivo Lavínia Cerqueira de Albuquerque
SCA - Manuscritos musicais sem classificação anterior
BAN - Arquivos de Bandas
IMP - Impressos
LMM - Livros do Museu da Música
FMS - Fotocópias, mimeografados e similares
PCO - Projeto PUC / Ciclo do Ouro
DTM - Documentação Técnica - Fases de Intervenção no acervo do Museu da Música
CDL - Coleção Darcy Lopes (Belo Horizonte - MG)
CDB - Coleção Dom Francisco Barroso Filho (Ouro Preto - MG)
APA - Arquivo Pinheiros Altos (Pinheiros Altos, distrito de Piranga - MG)
AFA - Arquivo Antônio Roberto Ferreira Barros (Itaverava - MG)
ARV - Arquivo Nicomedes Rodrigues Vieira (Itabira - MG)

### Livros e periódicos

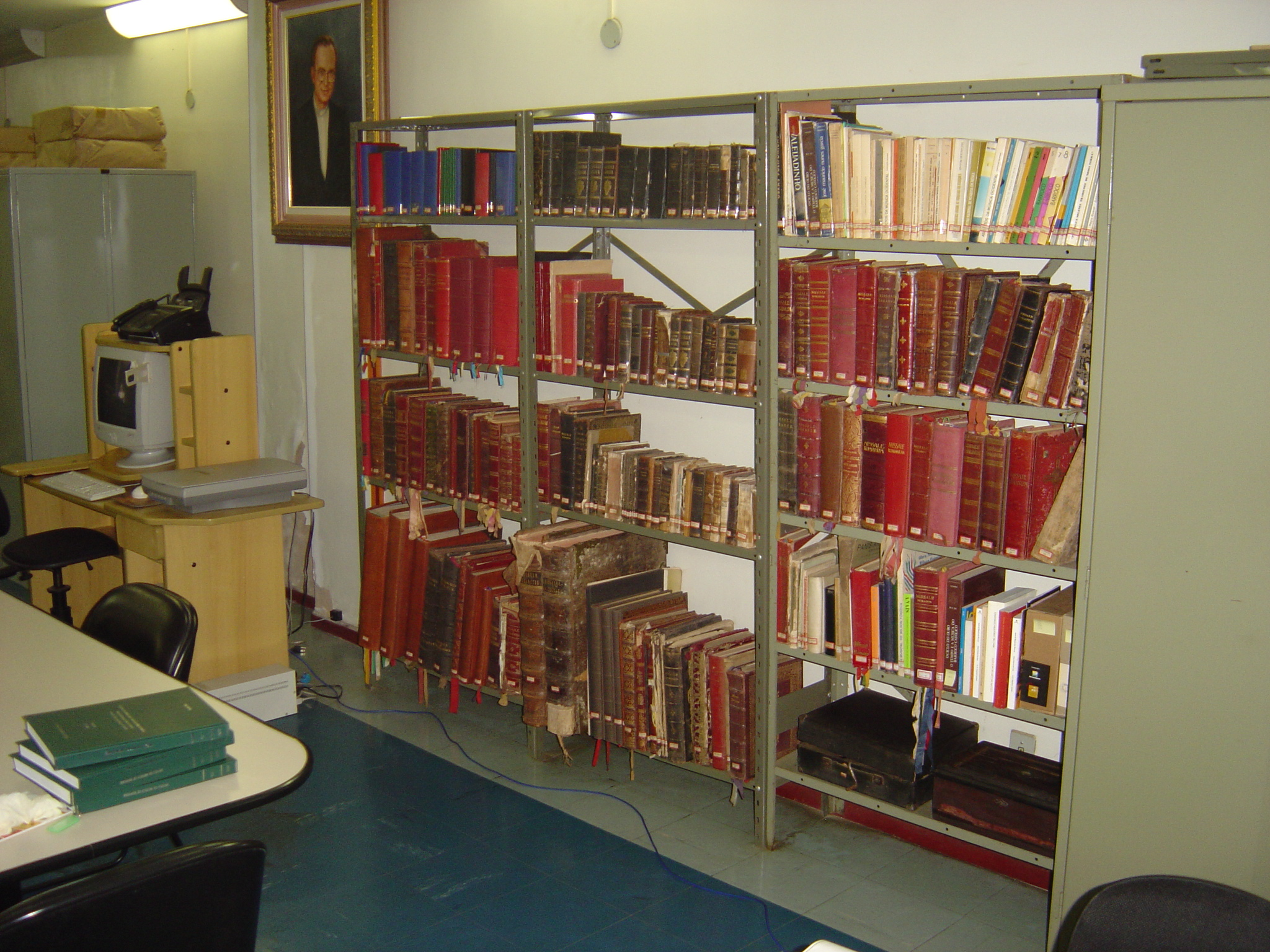
Antiga configuração dos livros e periódicos do Museu da Música, em 2005

Integrando a coleção LMM (Livros do Museu da Música) estão tanto os antigos cantorais (impressos e manuscritos), livros litúrgicos, manuais de cantochão e outros volumes de uso litúrgico - vários dos quais acumulados na Livraria da Catedral de Mariana nos séculos XVIII, XIX e primeira metade do XX - quanto a bibliografia musicológica acumulada a partir da fundação do Arquivo Eclesiástico da Arquidiocese de Mariana em 1965 e do Museu da Música em 1973. Sem atentar para princípios biblioteconômicos estritos, essa acumulação foi feita nas diversas fases das instituições precedentes e em vários edifícios, a partir de uma ordenação e codificação essencialmente práticas, que não foram alteradas nos projetos realizados no Museu da Música a partir de 2001. Tais obras, no entanto, foram inventariadas em 2003, no âmbito do projeto Acervo da Música Brasileira, juntamente com os livros de interesse litúrgico e musicológico do Museu do Livro de Mariana, os quais ainda permanecem na Residência Arquiepiscopal, à Praça Gomes Freire. Durante o mesmo projeto, também foram catalogados os artigos sobre música publicados nos periódicos marianenses Boletim Eclesiástico e O Arquidiocesano.

### Fundos da Coleção Dom Oscar de Oliveira
A Coleção Dom Oscar de Oliveira é a maior e a mais antiga das coleções reunidas no Museu da Música de Mariana, iniciada a partir do antigo arquivo musical da catedral (hoje no Fundo Mariana, CDO.01) e basicamente constituída de doações de arquivos musicais em fase intermediária, realizadas por instituições e famílias de músicos à Arquidiocese de Mariana, a começar pela doação do Fundo Barão de Cocais em 1969. Originadas em 31 cidades mineiras, principalmente da Arquidiocese de Mariana, os arquivos musicais possuem quantidade variável de grupos documentais, e seu arranjo físico foi inicialmente realizado pelo Padre José de Almeida Penalva (1971-1972) e pela Professora Maria da Conceição Rezende Fonseca (1972-1984), a partir dos assuntos e códigos estabelecidos pelo primeiro, mas a separação e codificação final dos grupos documentais foi realizada no âmbito do projeto Acervo da Música Brasileira (2001-2003), tendo sido mantida, sempre que possível, sua posição nos grupos de cada fundo, bem como a posição de cada fundo na coleção. Embora 96% da Coleção Dom Oscar de Oliveira seja constituída por música sacra, os arquivos originalmente possuíam música sacra, música para banda, piano, canções e música de câmara, mas a maior parte das fontes de música profana foram separadas dos fundos catalogados, no período anterior a 1984, e agrupadas principalmente na coleção Arquivos de Bandas (BAN). Segue-se, abaixo, o mapa geral da Coleção Dom Oscar de Oliveira:
| Código atual | Fundo                                                  | Código antigo | Código intermediário | Número de grupos documentais |
| ------------ | ------------------------------------------------------ | ------------- | -------------------- | ---------------------------- |
| CDO.01       | Mariana                                                | MA            | MAR                  | 384                          |
| CDO.02       | Barão de Cocais                                        | BC            | BCO                  | 499                          |
| CDO.03       | Serro e Milho Verde                                    | SE            | SEM                  | 74                           |
| CDO.04       | Diamantina                                             | DI            | DIA                  | 76                           |
| CDO.05       | Barra Longa                                            | BL            | BLO                  | 123                          |
| CDO.06       | Ouro Preto                                             | OP            | OPR                  | 50                           |
| CDO.07       | Caranaíba                                              | CA            | CAR                  | 7                            |
| CDO.08       | Urucânia                                               | -             | URC                  | 325                          |
| CDO.09       | Claudio Manoel                                         | -             | CLM                  | 10                           |
| CDO.10       | Rezende Costa                                          | -             | RCO                  | 1                            |
| CDO.11       | Monsenhor Horta                                        | -             | MHO                  | 5                            |
| CDO.12       | São João del-Rei                                       | -             | SJR                  | 0                            |
| CDO.13       | Prados                                                 | -             | PRA                  | 5                            |
| CDO.14       | Santana dos Montes                                     | -             | SMO                  | 5                            |
| CDO.15       | Santa Rita Durão                                       | -             | SRD                  | 11                           |
| CDO.16       | Catas Altas da Noruega                                 | -             | CAN                  | 25                           |
| CDO.17       | Entre Rios de Minas                                    | -             | ERM                  | 2                            |
| CDO.18       | Rochedo de Minas                                       | -             | RMI                  | 1                            |
| CDO.19       | Itabirito                                              | -             | ITB                  | 24                           |
| CDO.20       | Jaboticatubas                                          | -             | JAB                  | 0                            |
| CDO.21       | Sabará                                                 | -             | SAB                  | 0                            |
| CDO.22       | Piranga                                                | -             | PIR                  | 11                           |
| CDO.23       | Cachoeira do Campo                                     | -             | CAC                  | 25                           |
| CDO.24       | Catas Altas                                            | -             | CAL                  | 8                            |
| CDO.25       | Pinheiros Altos                                        | -             | PAL                  | 16                           |
| CDO.26       | Furquim                                                | -             | FUR                  | 35                           |
| CDO.27       | Lamim                                                  | LA            | LAM                  | 135                          |
| CDO.28       | Congonhas                                              | -             | CON                  | 46                           |
| CDO.29       | Lafaiete                                               | -             | LAF                  | 29                           |
| CDO.30       | Itaverava                                              | -             | ITV                  | 4                            |
| CDO.31       | Abre Campo                                             | -             | AAC                  | 1                            |
| CDO.32       | Diversos                                               | -             | -                    | 83                           |
| CDO.33       | Material didático encontrado nos fundos anteriores     | -             | -                    | -                            |
| CDO.34       | Cadernos manuscritos encontrados nos fundos anteriores | -             | -                    | -                            |

## Acervo da Música Brasileiraonline

### Textos e índices
- «Índice das obras representadas no Museu da Música de Mariana e editadas no projeto Acervo da Música Brasileira (2001-2003)»

### CDs completos
- «(2001) 1 - Pentecostes - Coral da Escola de Música da UFMG e músicos convidados (MG), direção Afrânio Lacerda»
- «(2001) 2 - Missa - Coral de Câmara São Paulo e Orquestra Engenho Barroco (SP), direção Naomi Munakata»
- «(2001) 3 - Sábado Santo - Grupo Vocal Calíope e Orquestra Santa Teresa (RJ), direção Júlio Moretszohn»
- «(2002) 4 - Conceição e Assunção de Nossa Senhora - Coral Ars Nova e músicos convidados (MG), direção Carlos Alberto Pinto Fonseca»
- «(2002) 5 - Natal - Grupo Vocal Brasilessentia e Orquestra Engenho Barroco (SP), direção Vítor Gabriel»
- «(2002) 6 - Quinta-feira Santa - Grupo Vocal  Calíope e Orquestra Santa Teresa (RJ), direção Júlio Moretszohn»
- «(2003) 7 - Devocionário Popular aos Santos - Grupo Árcade (UFMG) e músicos convidados (MG), direção Rafael Grimaldi»
- «(2003) 8 - Ladainha de Nossa Senhora - Coral de Câmara São Paulo e Orquestra Engenho Barroco (SP), direção Naomi Munakata»
- «(2003) 9 - Musica Fúnebre - Grupo Vocal Calíope e Orquestra Santa Teresa (RJ), direção Júlio Moretszohn»

### Tabela de edições e gravações por obra
| Partitura                                              | Audio                        | Autor                                                            | Título                                                            |
| Pentecostes (AMB, v.1, 2001)                           | Pentecostes (AMB, v.1, 2001) | Pentecostes (AMB, v.1, 2001)                                     | Pentecostes (AMB, v.1, 2001)                                      |
| ------------------------------------------------------ | ---------------------------- | ---------------------------------------------------------------- | ----------------------------------------------------------------- |
| «AMB 01»                                               | «Audio 01»                   | João de Deus de Castro Lobo (1794-1832)                          | Matinas do Espírito Santo                                         |
| «AMB 02»                                               | «Audio 02»                   | Não identificado (século XVIII)                                  | Vidi aquam                                                        |
| «AMB 03»                                               | «Audio 03»                   | João de Araújo Silva (século XVIII)                              | Gradual do Espírito Santo                                         |
| «AMB 04»                                               | «Audio 04»                   | Miguel Teodoro Ferreira (fl.1788-1818)                           | Gradual e Ofertório do Espírito Santo                             |
| «AMB 05»                                               | «Audio 05»                   | Frutuoso de Matos Couto (1797-c.1857)                            | Novena do Espírito Santo                                          |
| «AMB 06»                                               | «Audio 06»                   | Francisco Manuel da Silva (1795-1865)                            | Te Deum (em Sol)                                                  |
| Missa (AMB, v.2, 2001)                                 |                              |                                                                  |                                                                   |
| «AMB 07»                                               | «Audio 07»                   | Manoel Dias de Oliveira (c.1735-1813)                            | Missa abreviada em Ré                                             |
| «AMB 08»                                               | «Audio 08»                   | Manoel Dias de Oliveira (c.1735-1813)                            | Missa de oitavo tom                                               |
| «AMB 09»                                               | «Audio 09»                   | Joaquim de Paula Sousa (c.1780-1842)                             | Missa Pequena em Dó                                               |
| «AMB 10»                                               | «Audio 10»                   | José Maurício Nunes Garcia (1767-1830)                           | Missa em Mi bemol                                                 |
| Sábado Santo (AMB, v.3, 2001)                          |                              |                                                                  |                                                                   |
| «AMB 11»                                               | «Audio 11»                   | José Joaquim Emerico Lobo de Mesquita (1746?-1805)               | Matinas do Sábado Santo                                           |
| «AMB 12»                                               | «Audio 12»                   | Não identificado (século XVIII)                                  | Tractos, Missa e Vésperas do Sábado Santo                         |
| «AMB 13»                                               | «Audio 13»                   | José Joaquim Emerico Lobo de Mesquita (1746?-1805)               | Magnificat                                                        |
| Conceição e Assunção de Nossa Senhora (AMB, v.4, 2002) |                              |                                                                  |                                                                   |
| «AMB 14»                                               | «Audio 14»                   | Não identificado (século XVIII)                                  | Novena de Nossa Senhora da Conceição                              |
| «AMB 15»                                               | «Audio 15»                   | Não identificado (século XVIII)                                  | Invitatório e Jaculatória da Novena de Nossa Senhora da Conceição |
| «AMB 16»                                               | «Audio 16»                   | Não identificado (século XVIII)                                  | Novena de Nossa Senhora da Assunção                               |
| «AMB 17»                                               | «Audio 17»                   | Não identificado (século XVIII)                                  | Tota pulchra es, Maria                                            |
| «AMB 18»                                               | «Audio 18»                   | Não identificado (século XIX)                                    | Sicut cedrus                                                      |
| «AMB 19»                                               | «Audio 19»                   | Não identificado (século XVIII)                                  | Beatam me dicent                                                  |
| «AMB 20»                                               | «Audio 20»                   | Não identificado (século XVIII)                                  | Ofertório de Nossa Senhora da Assunção                            |
| «AMB 21»                                               | «Audio 21»                   | Francisco Manuel da Silva (1795-1865)                            | Ladainha (em Sol)                                                 |
| «AMB 22»                                               | «Audio 22»                   | Emílio Soares de Gouveia Horta Júnior (1839-1907)                | Maria, Mater gratiæ (Ária ao Pregador)                            |
| Natal (AMB, v.5, 2002)                                 |                              |                                                                  |                                                                   |
| «AMB 23»                                               | «Audio 23»                   | Não identificado (século XVIII)                                  | Matinas do Natal                                                  |
| «AMB 24»                                               | «Audio 24»                   | Francisco da Luz Pinto (?-1865)                                  | Te Deum                                                           |
| «AMB 25»                                               | «Audio 25»                   | Carlos Gonçalves de Moura (século XIX)                           | Hodie Christus natus est (Solo ao Pregador)                       |
| Quinta-feira Santa (AMB, v.6, 2002)                    |                              |                                                                  |                                                                   |
| «AMB 26»                                               | «Audio 26»                   | Jerônimo de Sousa Queirós (1798-1828)                            | Matinas de Quinta-feira Santa                                     |
| «AMB 27»                                               | «Audio 27»                   | Não identificado (século XVIII)                                  | Miserere                                                          |
| «AMB 28»                                               | «Audio 28»                   | Não identificado (século XVIII)                                  | Gradual e Ofertório de Quinta-feira Santa (em Fá)                 |
| «AMB 29»                                               | «Audio 29»                   | Não identificado (século XVIII)                                  | Gradual e Ofertório de Quinta-feira Santa (em Ré)                 |
| «AMB 30»                                               | «Audio 30»                   | Bento Pereira [de Magalhães?] (século XVIII)                     | Pange lingua                                                      |
| Devocionário Popular aos Santos (AMB, v.7, 2003)       |                              |                                                                  |                                                                   |
| «AMB 31»                                               | «Audio 31»                   | Não identificado (século XVIII)                                  | Trezena de São Francisco de Paula                                 |
| «AMB 32»                                               | «Audio 32»                   | Não identificado (século XVIII)                                  | Trezena de Santo Antônio de Pádua                                 |
| «AMB 33»                                               | «Audio 33»                   | Não identificado e João de Deus de Castro Lobo (1794-1832)       | Novena de São Francisco de Assis                                  |
| «AMB 34»                                               | «Audio 34»                   | João de Deus de Castro Lobo (1794-1832)                          | Plorans ploravit                                                  |
| «AMB 35»                                               | «Audio 35»                   | Miguel Teodoro Ferreira (fl.1788-1818)                           | Responsório de São Caetano                                        |
| «AMB 36»                                               | «Audio 36»                   | Não identificado (século XVIII)                                  | Responsório de Santo Antônio de Pádua                             |
| «AMB 37»                                               | «Audio 37»                   | Emílio Soares de Gouveia Horta Júnior (1839-1907)                | Hino a Santa Cecília                                              |
| Ladainha de Nossa Senhora (AMB, v.8, 2003)             |                              |                                                                  |                                                                   |
| «AMB 38»                                               | «Audio 38»                   | José Joaquim Emerico Lobo de Mesquita (1746?-1805)               | Ladainha em Si bemol Maior                                        |
| «AMB 39»                                               | «Audio 39»                   | José Joaquim Emerico Lobo de Mesquita e Gervásio José da Fonseca | Ladainha em Lá Maior                                              |
| «AMB 40»                                               | «Audio 40»                   | Jerônimo de Sousa Lobo (século XVIII)                            | Ladainha em Sol Maior                                             |
| «AMB 41»                                               | «Audio 41»                   | Francisco de Melo Rodrigues (fl.1786-1844)                       | Ladainha em Lá menor                                              |
| «AMB 42»                                               | «Audio 42»                   | Não identificado (século XVIII)                                  | Ladainha em Ré Maior (a três vozes)                               |
| Música Fúnebre (AMB, v.9, 2003)                        |                              |                                                                  |                                                                   |
| «AMB 43»                                               | «Audio 43»                   | João de Deus de Castro Lobo (1794-1832)                          | Seis Responsórios Fúnebres                                        |
| «AMB 44»                                               | «Audio 44»                   | Florêncio José Ferreira Coutinho (c.1750-1819)                   | Encomendação para Anjinhos                                        |
| «AMB 45»                                               | «Audio 45»                   | José Maurício Nunes Garcia (1767-1830)                           | Matinas e Encomendação de Defuntos                                |
| «AMB 46»                                               | «Audio 46»                   | José Maurício Nunes Garcia (1767-1830)                           | Memento I                                                         |
| «AMB 47»                                               | «Audio 47»                   | Não identificado (século XVIII)                                  | Memento II                                                        |
| «AMB 48»                                               | «Audio 48»                   | Não identificado (século XVIII)                                  | Memento III                                                       |
| «AMB 49»                                               | «Audio 49»                   | José Maurício Nunes Garcia (1767-1830)                           | Libera me                                                         |
| «AMB 50»                                               | «Audio 50»                   | José Maurício Nunes Garcia (1767-1830)                           | Memento IV                                                        |
| «AMB 51»                                               | «Audio 51»                   | José Maurício Nunes Garcia (1767-1830)                           | Ego sum resurrectio                                               |

## Cronologia do Museu da Música
```
   Período do Arcebispo 
Dom Oscar de Oliveira
 (
1960
-
1988
)
```

1960 - Posse do Arcebispo Dom Oscar de Oliveira e início de seu interesse referente à música na Arquidiocese de Mariana.
1965 - Fundação do Arquivo Eclesiástico da Arquidiocese de Mariana (AEAM).
1967 - Vicente Ângelo das Mercês e Aníbal Pedro Walter são os responsáveis pela organização do arquivo musical do AEAM.
1968 - Maria Ercely Coutinho assume a organização do arquivo musical do AEAM, após provável desligamento de Vicente Ângelo das Mercês e Aníbal Pedro Walter.
1969 - Recolhimento, ao AEAM, do primeiro arquivo musical originado fora de Mariana, doado pela família de José Henrique Ângelo (mestre Juca Henrique), de Barão de Cocais.
1972 - Padre José de Almeida Penalva cataloga o arquivo de Barão de Cocais e cria um método de organização e catalogação, adotado como modelo para os demais fundos organizados até 1984. Em julho desse ano, o musicólogo brasileiro Luís Heitor Correia de Azevedo visita o Museu de Musica de Mariana, indicando Maria da Conceição de Rezende Fonseca para continuar a organização dos arquivos recolhidos ao AEAM. Final da atuação de Maria Ercely Coutinho no AEAM.
1973 - Fundação do Museu da Música em 6 de julho, em uma sala do primeiro andar do novo edifício do Arquivo Eclesiástico da Arquidiocese de Mariana. Inicia-se o recolhimento de novos arquivos musicais de cidades mineiras. Conceição de Rezende aplica, nos novos fundos recebidos, a metodologia de organização e catalogação desenvolvida pelo Padre José de Almeida Penalva.
1984 - Museu da Música sedia o I Encontro Nacional de Pesquisa em Música. Encerramento das atividades de Maria da Conceição de Rezende Fonseca no Museu da Música, após a organização de arquivos musicais originários de 31 cidades mineiras.
```
   Período do Arcebispo 
Dom Luciano Mendes de Almeida
 (
1988
-
2006
)
```

1988 - Transferência do Museu da Música para a nova Residência Arquiepiscopal, junto à Praça Gomes Freire, ainda ligado ao AEAM, sob a direção do Monsenhor Flávio Carneiro Rodrigues. Ausência de tratamento musicológico até 2000.
2001 - Início do projeto Acervo da Música Brasileira / Restauração e Difusão de Partituras, da Fundação Cultural e Educacional da Arquidiocese de Mariana (FUNDARQ), patrocinado pela Petrobras e administrado pelo Santa Rosa Bureau Cultural. Início do tratamento da Coleção Dom Oscar de Oliveira a partir de metodologia arquivístico-musical e início da edição e gravação de obras sacras dos séculos XVIII e XIX.
2003 - Realização, no Museu da Música, do I Colóquio Brasileiro de Arquivologia e Edição Musical. Celebração dos 30 anos de fundação do Museu da Música, com a presença de Maria Ercely Coutinho, Maria da Conceição de Rezende e Monsenhor Flávio Carneiro Rodrigues. Encerramento do projeto Acervo da Música Brasileira, com a edição e gravação de nove volumes de partituras e CDs, com 51 composições musicais a partir de manuscritos do Museu da Música e com a reorganização e catalogação da Coleção Dom Oscar de Oliveira.
2004 - Início da restauração do Palácio da Olaria (construído na primeira metade do século XVIII), destinado pela Arquidiocese de Mariana a receber o Museu da Música e o Centro Cultural Dom Frei Manoel da Cruz.
2005 - Organização e Catalogação do Acervo Lavínia Cerqueira de Albuquerque e do Arquivo do Seminário Maior de São José. Publicação do décimo volume de partituras do Museu da Música, com obras de José Joaquim Emerico Lobo de Mesquita, em homenagem aos 200 anos do seu falecimento.
2006 - Encerramento do atendimento aos pesquisadores do Museu da Música na Residência Arquiepiscopal da Praça Gomes Freire, após o falecimento do Arcebispo Dom Luciano Mendes de Almeida.
```
   Período do Arcebispo 
Dom Geraldo Lyrio Rocha
 (
2007
-
2018
)
```

2007 - Reinauguração do Museu da Música em 16 de julho, no Palácio da Olaria ou Antigo Palácio dos Bispos. Conclusão do inventário e da base de dados de pesquisa online e abertura do acervo ao público em 7 de novembro.
2010 - Início dos projetos sociais e educacionais do Museu da Música.
2011 - Recolhimento, ao Museu da Música, da Coleção Darcy Lopes (a maior coleção recebida pela instituição depois de 1988), por doação de sua filha, Profa. Dra. Eliane Marta Lopes (UFOP).
2013 - Celebração dos 40 anos de fundação do Museu da Música, com a presença de Maria Ercely Coutinho, Maria da Conceição de Rezende e Monsenhor Flávio Carneiro Rodrigues. Recolhimento, ao Museu da Música, da Coleção Dom Francisco Barroso Filho, doada pelo eminente sacerdote ouropretano.
2014 - Início do projeto "Digitalização e Disponibilização online da Coleção Dom Oscar de Oliveira". Recolhimento de novos arquivos musicais, com destaque para o Arquivo Pinheiros Altos, para o Arquivo Francisco Valle e para o Arquivo Ferreira Barros, doado pela Família Ávila. Início, em 19 de abril, da Mediação Digital e Pedagógica (MDP). Instalação do órgão de tubos do Museu da Música.
2015 - Oferecimento de Oficina de Musicologia voltada à Gestão de Acervos Musicais no Inverno Cultural da Universidade Federal de São João del-Rei em julho, com apoio da Fundação Koellreutter. Recolhimento do Arquivo Nicomedes Rodrigues Vieira (Itabira - MG). Início dos cursos regulares de órgão de tubos do Museu da Música em julho. Início da série regular de eventos mensais no salão do Museu da Música em agosto.
2018 - Início (em julho) da desinfecção dos livros litúrgicos e cantorais do Museu da Música no Irradiador Multipropósito de 60Co do Centro de Tecnologia das Radiações (CTR) do Instituto de Pesquisas Energéticas e Nucleares (IPEN/CNEN/SP) na Universidade de São Paulo em parceria com o Laboratório de Conservação, Arquivologia e Edição Musical da UNESP, sob a coordenação de Paulo Castagna.
```
Período do Arcebispo 
Dom Airton José dos Santos
 (
2018
-atual)
```

2019 - Término (em fevereiro) da desinfecção dos livros litúrgicos e cantorais do Museu da Música no Irradiador Multipropósito de 60Co do Centro de Tecnologia das Radiações (CTR) do Instituto de Pesquisas Energéticas e Nucleares (IPEN/CNEN/SP).
2023 - Transferência do Museu da Música para a antiga residência arquiepiscopal, na Praça Gomes Freire, na qual já havia permanecido de 1988 a 2006.

## Áudios relacionados ao Museu da Música
- «(2012) Alma Latina: música das Américas sob domínio europeu (Rádio Cultura FM de São Paulo)» «(ver também)»
- «(2013) João de Deus de Castro Lobo no Manhã Cultura (Rádio Cultura FM de São Paulo)»
- «(2015) Arrigo Barnabé e Paulo Castagna entrevistam Júlio Medaglia, no Supertônica (Rádio Cultura FM de São Paulo)»

## Vídeos relacionados ao Museu da Música
- «(1959) Cidade de Mariana (Humberto Mauro)»
- «(1980) Mariana e seus 284 anos (Governo do Estado de Minas Gerais)»
- «(1999) História da Música Brasileira (Telebrás) - Canal Youtube»
- «(1999) História da Música Brasileira (Telebrás) - v.01: Introdução & primeiros tempos da música no Brasil»
- «(1999) História da Música Brasileira (Telebrás) - v.02: A música setecentista no Brasil»
- «(1999) História da Música Brasileira (Telebrás) - v.03: A música no período áureo de Minas Gerais»
- «(1999) História da Música Brasileira (Telebrás) - v.04: Ouro, diamantes e música em Minas»
- «(1999) História da Música Brasileira (Telebrás) - v.05: José Maurício Nunes Garcia: um brasileiro nos ouvidos da Corte»
- «(1999) História da Música Brasileira (Telebrás) - v.06: A música da Independência»
- «(1999) História da Música Brasileira (Telebrás) - v.07: Saraus, danças e intimidades»
- «(1999) História da Música Brasileira (Telebrás) - v.08: Carlos Gomes, o emblema da ópera no Brasil»
- «(1999) História da Música Brasileira (Telebrás) - v.09: Romantismo - um Brasil para poucos»
- «(1999) História da Música Brasileira (Telebrás) - v.10: Romantismo e patriotismo: afinal, somos brasileiros?»
- «(2005) Matéria da Rede Minas sobre o pianista Darcy Lopes (cuja coleção musical foi recolhida ao Museu da Música em 2010)»
- «(2007) Reinauguração do Museu da Música de Mariana no Palácio da Olaria (Institucional)»
- «(2012) Museu da Musica, em Mariana, preserva instrumentos e partituras (Terra de Minas, Rede Globo)»
- «(2012) Nova geração busca conhecimento na tradição preservada no Museu da Música de Mariana  (Terra de Minas, Rede Globo)»
- «(2012) Mestre Ataíde, uma leitura artística e histórica de sua obra: Sob o céu de Ataíde (Bem Cultural)»
- «(2015) Siga em paz, Aluízio Viegas! (Equipe do Museu da Música de Mariana)»

## Textos e catálogos relacionados ao acervo do Museu da Música
- «Guia do Museu da Música de Mariana» (PDF)
- «Particularidades do acervo do Museu da Música de Mariana: desafios da catalogação (M.T.G. Pereira; M.J.F. de Sousa; F.A. Gonzaga; V.A. Cerqueira)»
- «Inventário da Coleção Dom Oscar de Oliveira do Museu da Música de Mariana»
- «Inventário dos livros e periódicos do Museu da Música de Mariana e dos livros de interesse musicológico do Museu do Livro de Mariana»
- «Índice das obras representadas no Museu da Música de Mariana e editadas no projeto Acervo da Música Brasileira (2001-2003)»
- «Catálogo dos textos musicais no Boletim Eclesiástico e nO Arquidiocesano»
- «Catálogo de Música Sacra e Religiosa Brasileira - Obras dos séculos XVIII e XIX»